# Épillet

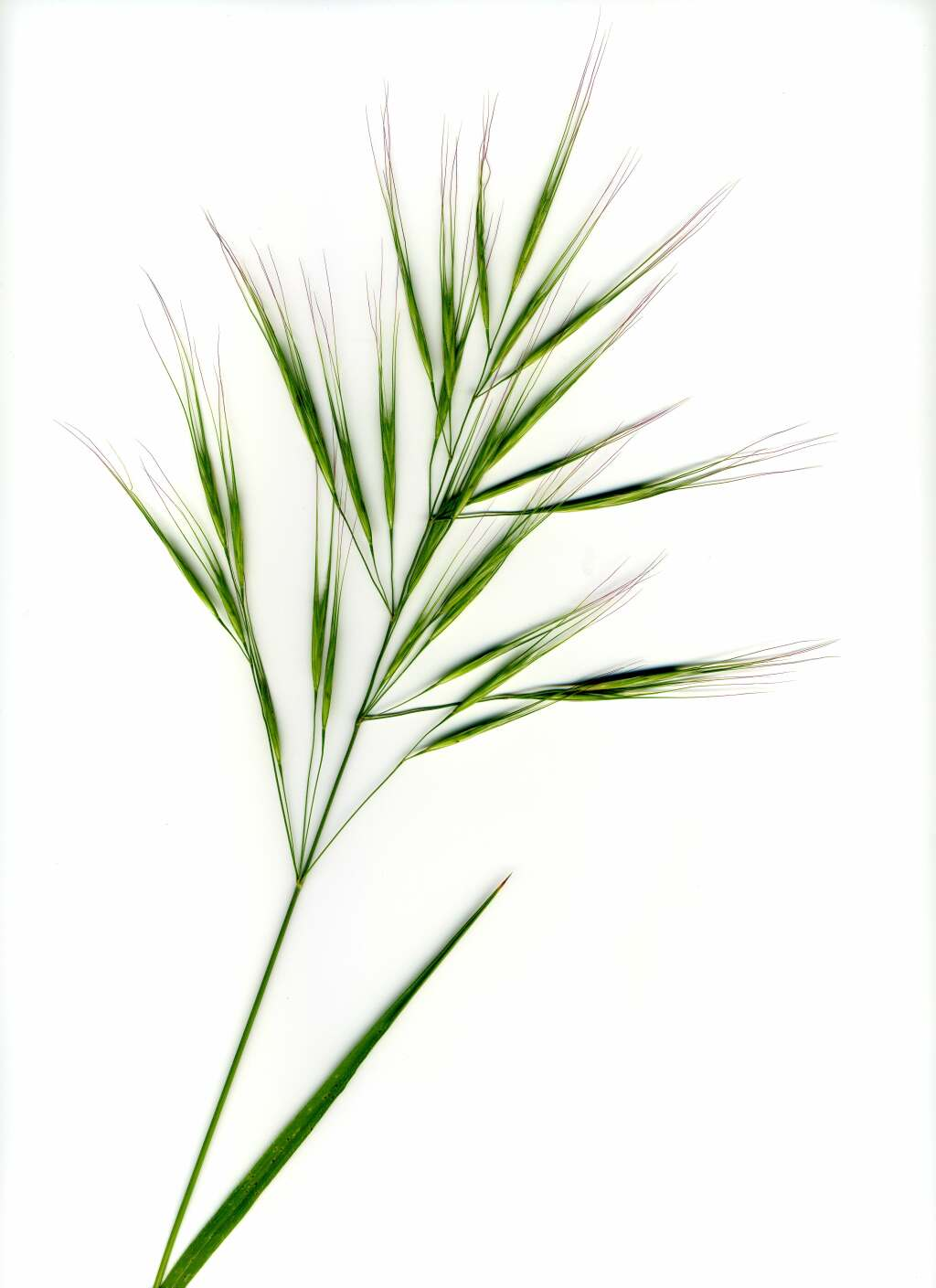
Panicule d'épillets (Brome stérile).

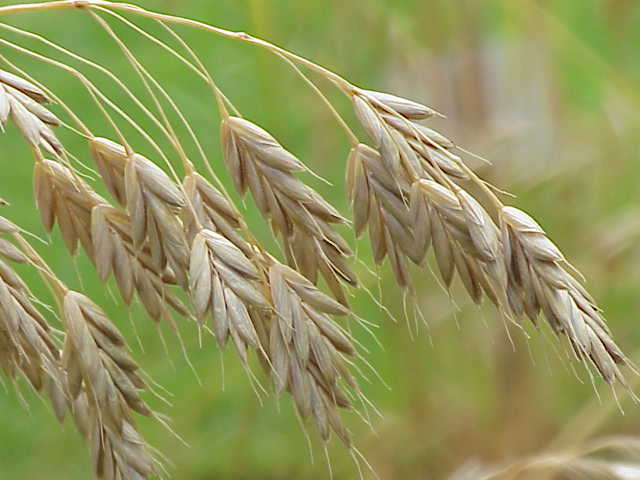
Épillets regroupés en épi du Brome faux-seigle (Bromus secalinus).

L'épillet est l'inflorescence élémentaire caractéristique des plantes de la famille des Poaceae (graminées) et de la famille voisine des Cyperaceae. Les fleurs sont également groupées en épillets dans les familles voisines (appartenant également à l'ordre des Poales) des Restionaceae, Anarthriaceae, Ecdeiocoleaceae et Centrolepidaceae.
C'est un petit épi, réduit à quelques fleurs incomplètes, appelées « fleurons » chez les Poaceae, jusqu'à une dizaine, rarement plus de 40, souvent deux ou trois, parfois une seule, selon les espèces. Les épillets sont regroupés eux-mêmes en inflorescences composées, par exemple des épis (cas du blé) ou des panicules (cas de l'avoine).
Dans les descriptions en agrostologie, on appelle « fertile » un épillet comprenant au moins un fleuron hermaphrodite, conduisant à la production d'un caryopse, et « stérile » un épillet composé seulement de fleurons mâles (staminés) ou asexués.
Jusqu'à la fin du XVIIIe siècle, les botanistes utilisaient le terme « locuste » (du latin lōcusta signifiant « langouste, sauterelle ») pour désigner la « réunion ou assemblage de fleurs dont le nombre est indéterminé (1 à 20 et plus) dans une enveloppe commune », remplacé plus tard par le terme « épiet », puis « épillet » qui vient du latin spīcŭla (« petit épi »), le diminutif de spīca (« pointe, épi ») lequel a aussi donné le terme de « spicule ».
Locuste est par ailleurs — aujourd'hui comme au XVIIIe siècle et conformément à son étymologie — un nom vernaculaire ambigu appliqué en français à plusieurs espèces de criquets grégariaptes, et les « locustes de mer » désignent encore plusieurs espèces de langoustes et de crevettes ; mais Locusta  est aussi un des premiers genres de criquets scientifiquement décrit (Linnaeus 1758), ainsi que l'épithète spécifique dans le nom de plusieurs espèces animales et végétales (voir notamment la section « Sciences et techniques »). Toujours est-il que peut-être l'extension de sens qui faisait appliquer comme acception générique le mot « locuste » à l'épillet, par les botanistes du XVIIIe siècle, relevait-elle d'un usage métaphorique de ce terme par ressemblance approximative de forme, ou d'un usage métonymique par proximité spatiale (les sauterelles se trouvant souvent dans l'herbe parmi les épillets).
Dans le midi de la France, en français méridional, ils sont encore très largement désignés sous leur appellation d'espigaou, parfois abrégé en spigaou, au plus près de son étymologie latine (car les deux mots sont eux aussi issu de spīcŭla). Ces mots de spigaou et d'espigaou sont tirés de l'occitan espigau (/ɛs.pi.ɡaw/) qui signifie « épi qui a échappé au dépicage, mal égrené ».
Autre appellation vernaculaire : en certaines régions, on nomme parfois les épillets des « voyageurs » ; outre le fait que le vent peut les emporter et les disséminer au loin après leur « désarticulation », la raison en est aussi leur tendance — une fois qu'ils se sont accrochés à la fourrure d'un animal ou à une partie de vêtement — à « cheminer » et à progresser au gré des mouvements de la personne ou de l'animal, en raison de la présence de petits barbillons orientés vers l'arrière qui interdisent tout retour en arrière, par un effet mécanique proche de celui qu'on observe à échelle macroscopique avec l'hameçon ou le harpon. Si l'épillet pénètre par un orifice du corps de l'animal il peut « voyager » jusqu'à une grande profondeur, voire s'insérer sous sa peau au moyen de sa pointe effilée et dure ; il peut alors causer de graves lésions.

La grande diversité de forme des épillets
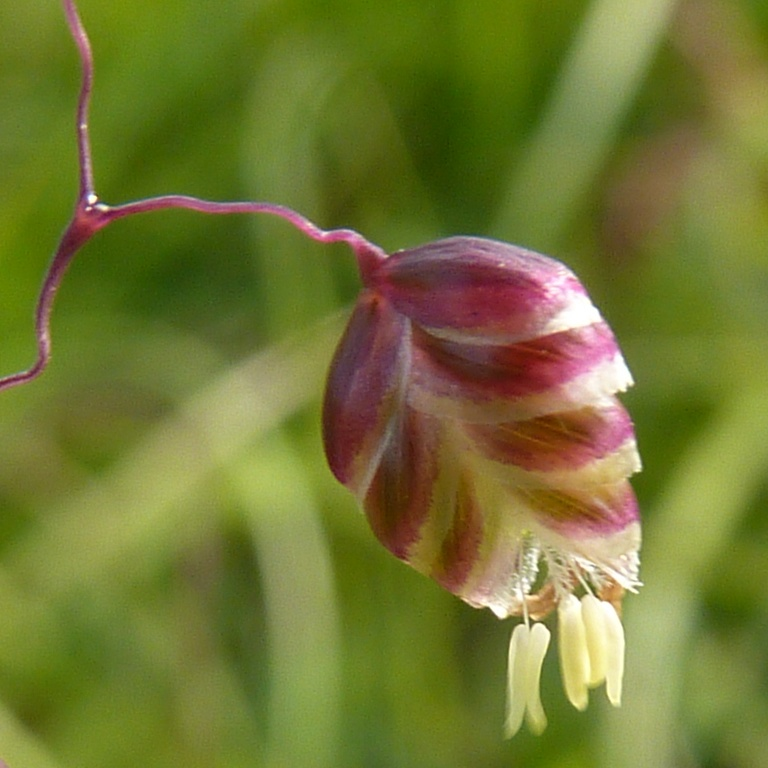
Épillet de Briza media (brize intermédiaire).
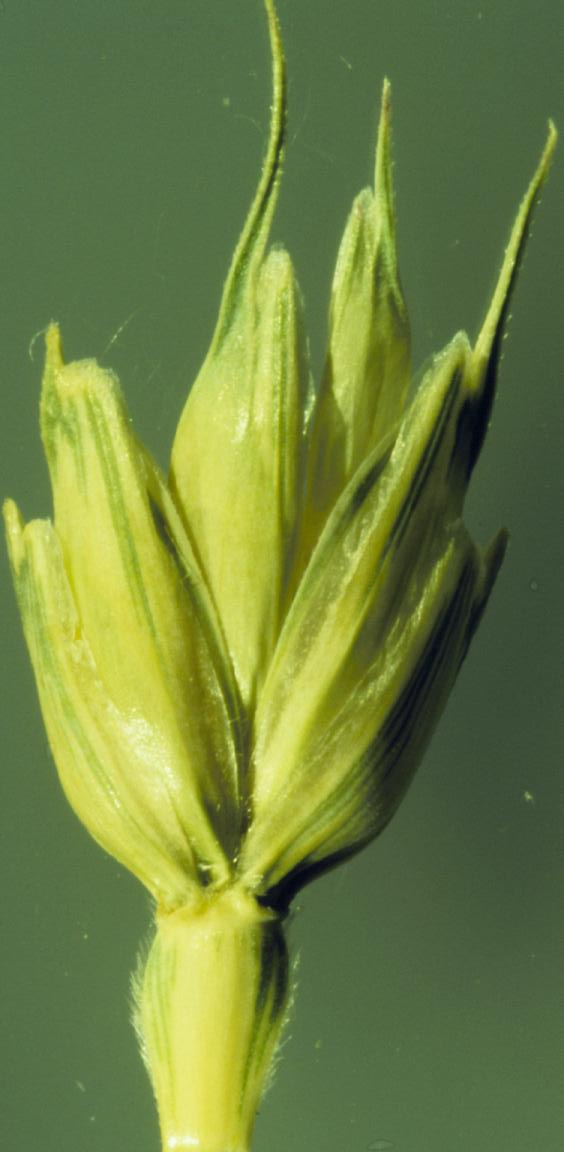
Épillet de Triticum aestivum (froment).
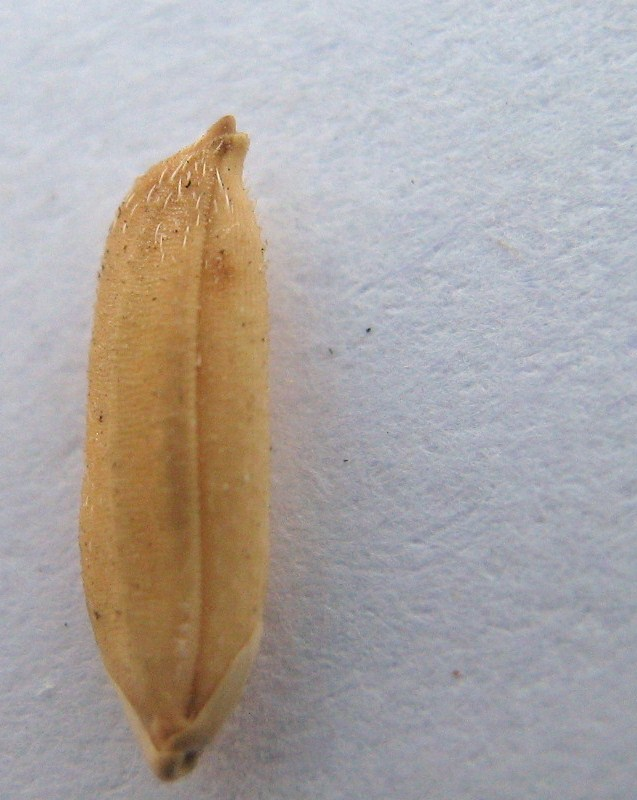
Épillet de riz (Oryza sativa) à maturité, c'est le grain de « riz paddy ».
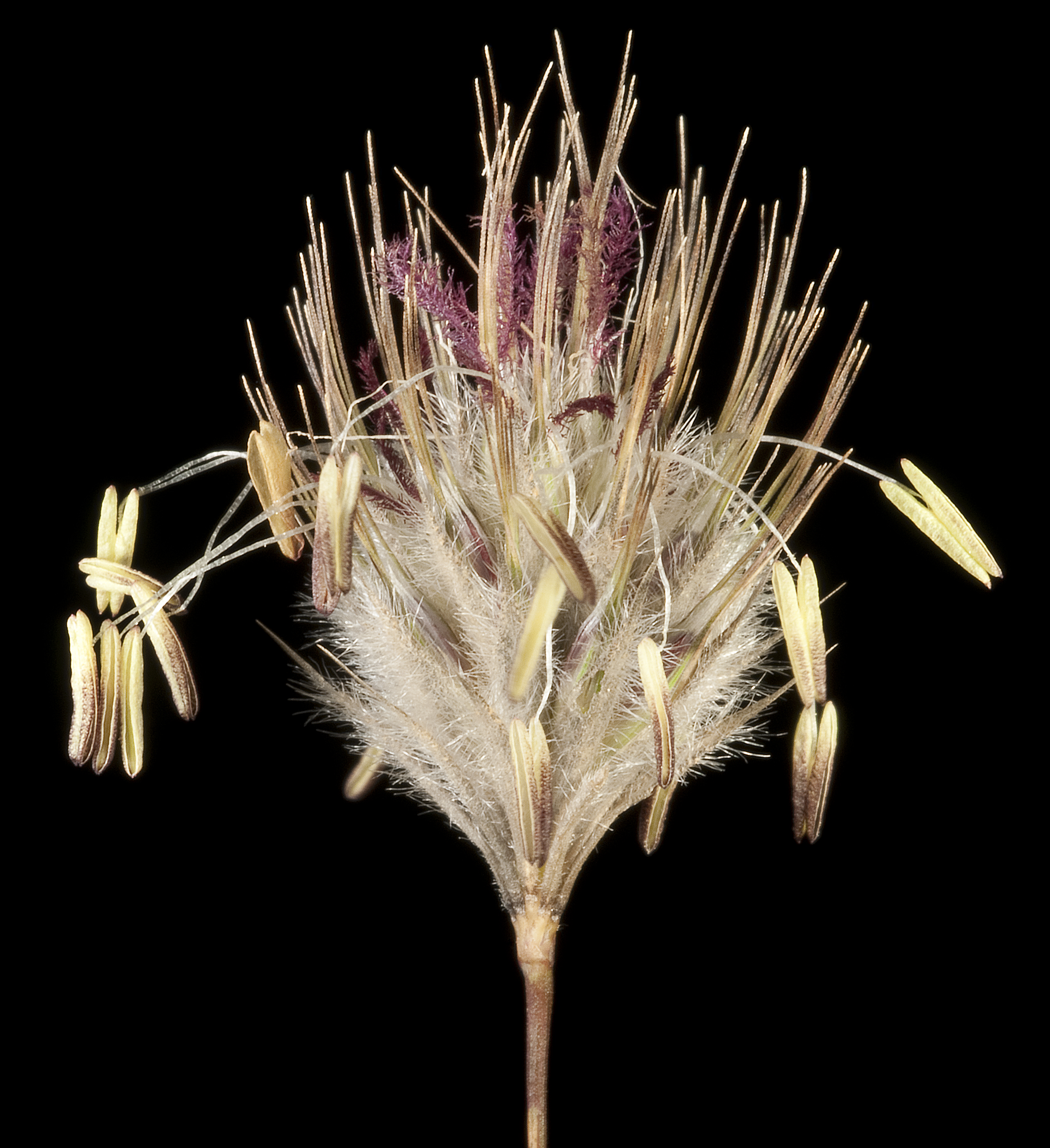
Épillet d'Amphipogon turbinatus (Arundinoideae).
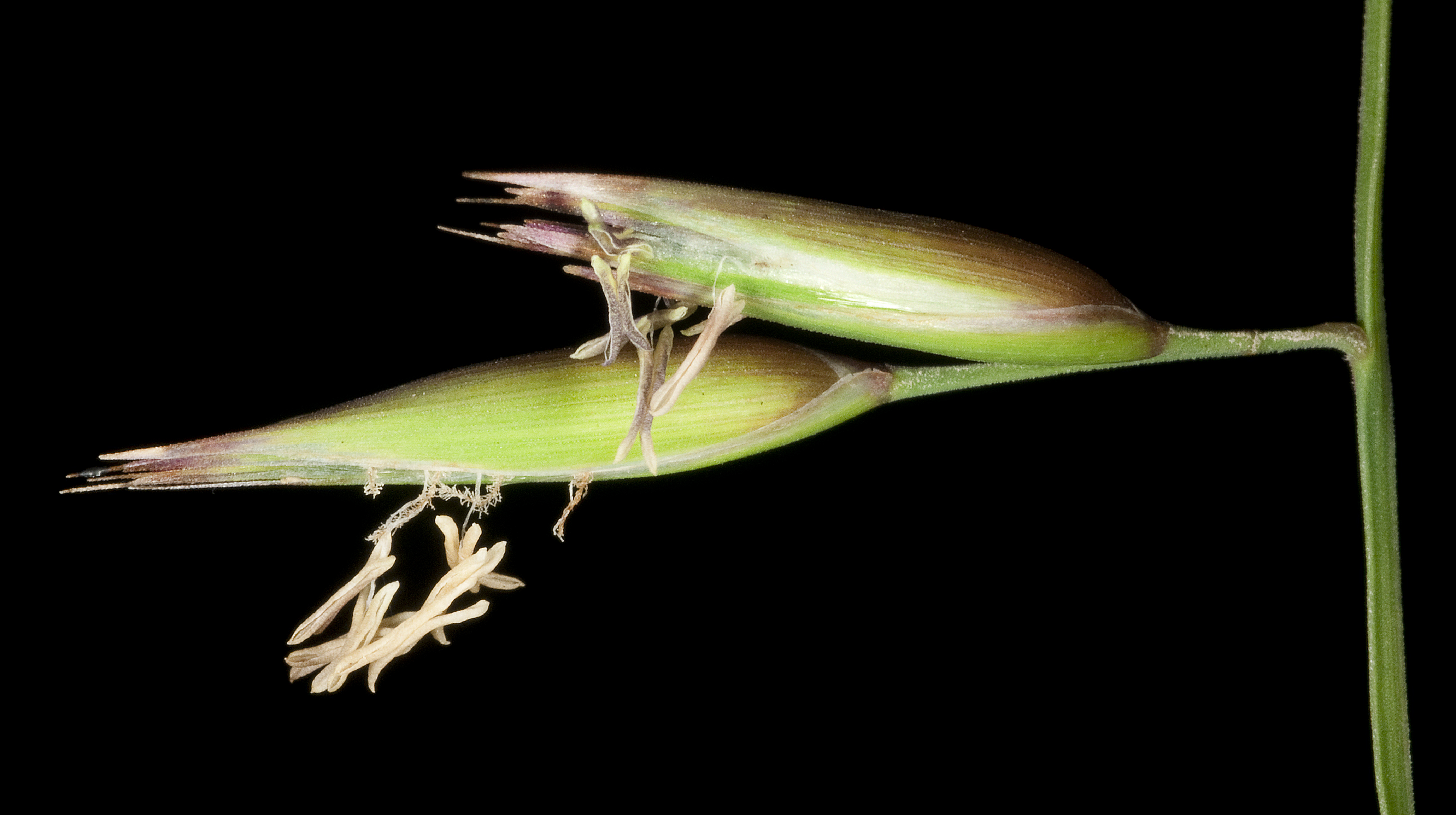
Épillets de Monachather paradoxus.

## Poaceae(graminées)

### Structure de l'épillet

Schéma d'un épillet type de graminées.

L'épillet se compose d'un axe, appelé « rachillet », inséré dans l'inflorescence principale, soit par un pédoncule plus ou moins long (épillet pédicellé), soit souvent sans pédoncule (épillet sessile). Par exception, l'axe portant l'épillet est nommé « pédicelle » plutôt que pédoncule, pour le distinguer des axes de l'inflorescence générale groupant les divers épillets. Sur cet axe s'insèrent, selon une disposition alternée, des axes secondaires qui sont les axes floraux, en nombre variable. Le nombre de fleurs est caractéristique de chaque espèce. Les épillets sont fréquemment uniflores (ex. : orge des rats) ou biflores (ex. : houlque laineuse), mais ils peuvent aussi compter plus d'une dizaine de fleurs (brome stérile). Il peut aussi y avoir des fleurs stériles.
Un épillet est généralement simple, c'est-à-dire que le rachillet n'est pas ramifié, sauf chez certains genres de bambous du Sud-est asiatique chez lesquels on trouve des épillets ramifiés (pseudo-épillets).

#### Glumes
À la base de l'épillet se trouvent les glumes, généralement au nombre de deux, parfois plus. Il s'agit de deux pièces foliacées sessiles et alternes (en apparence opposées), allongées et comme pliées en deux, qui recouvrent et protègent la base de l'épillet. Elles sont dans certains cas terminées par une arête. La glume inférieure est en règle générale plus petite que la glume supérieure, et parfois, très réduite, semble absente.
Ce sont l'équivalent de bractées de l'épillet.

#### Glumelles
À la base des axes floraux, également sessiles, se trouvent les glumelles, également au nombre de deux, en disposition alterne. La glumelle inférieure, appelée aussi « lemme », est insérée directement sur l'axe de l'épillet. C'est l'équivalent d'une bractée florale.
La glumelle supérieure, appelée « paléole », est portée par l'axe secondaire. Les glumelles inférieures sont fréquemment munies d'arêtes (glumelles aristées), généralement une seule, parfois plusieurs. Les caractéristiques de ces arêtes (longueur, forme, présence de poils, mode d'insertion) aident à déterminer les différents genres et espèces. Les glumelles ont pour fonction de protéger la fleur, et ultérieurement le grain (caryopse). Dans certains cas, ces glumelles sont dites adhérentes car elles restent solidaires du grain à maturité. C'est le cas du riz paddy, qu'il faut soumettre au décorticage pour obtenir le riz blanc.

#### Fleurons
L'axe floral, équivalent du pédoncule floral, se termine par une seule fleur, représentée ici par les seules pièces fertiles, à savoir trois étamines, et un ovaire, formé par la soudure de trois carpelles, portant deux stigmates plumeux.
Le nombre d'étamines, réduit, est généralement égal à 3 dans la famille des Poaceae, mais il peut varier selon les genres, le plus souvent entre 1 chez Festuca (fétuque) et 6 chez Oryza (riz) et Bambusa (bambou), mais beaucoup plus chez certains genres de bambous, 16 chez Luziola, 30 chez Pariana et même 120 chez Ochlandra. Ce caractère primitif pourrait être une adaptation à la faible vitesse des vents dans les milieux forestiers où croissent ces bambous, alors que la réduction du nombre d'étamines présentent plus d'avantages pour les graminées des plaines venteuses.
À la base de la fleur on peut observer deux pièces stériles réduites à la taille d'une écaille, les « glumellules ». Celles-ci sont interprétées comme les vestiges du périanthe.
Au moment de la floraison, les anthères des étamines, très mobiles, fixées au filet par leur milieu, apparaissent à l'extérieur de l'épillet, permettant la pollinisation par le vent.

### Disposition des épillets dans l'inflorescence
Selon la disposition des épillets, on distingue trois types principaux d'inflorescences chez les graminées : la panicule, le racème et l'épi, mais il existe beaucoup de types intermédiaires. Ces inflorescences regroupent de nombreux épillets, mais elles peuvent être réduites à un seul épillet. C'est le cas, comme l'indique l'épithète spécifique, chez Danthonia unispicata.
Ces inflorescences, dont les noms sont empruntés au domaine des dicotylédones, sont en fait des inflorescences composées, dont l'unité de base est une inflorescence réduite généralement assimilée à une fleur, l'épillet. Ainsi on devrait parler plutôt de panicules d'épillets, de racèmes d'épillets ou d'épi d'épillets. Aussi certains auteurs préfèrent parler de « synflorescences ».
La panicule, qui est la forme originelle de l'inflorescence des graminées, est le type le plus répandu dans la famille. Dans une panicule les épillets sont portés par des pédicelles sur des ramifications primaires, secondaires, parfois même tertiaires, de l'axe principal. Le type de ramification peut être lâche ou plus ou moins contracté.
Le racème porte des épillets pédicellés rattachés à l'axe principal non ramifié.
L'épi est un type de racème dans lequel les épillets sont sessiles et donc rattachés directement à l'axe de l'inflorescence.

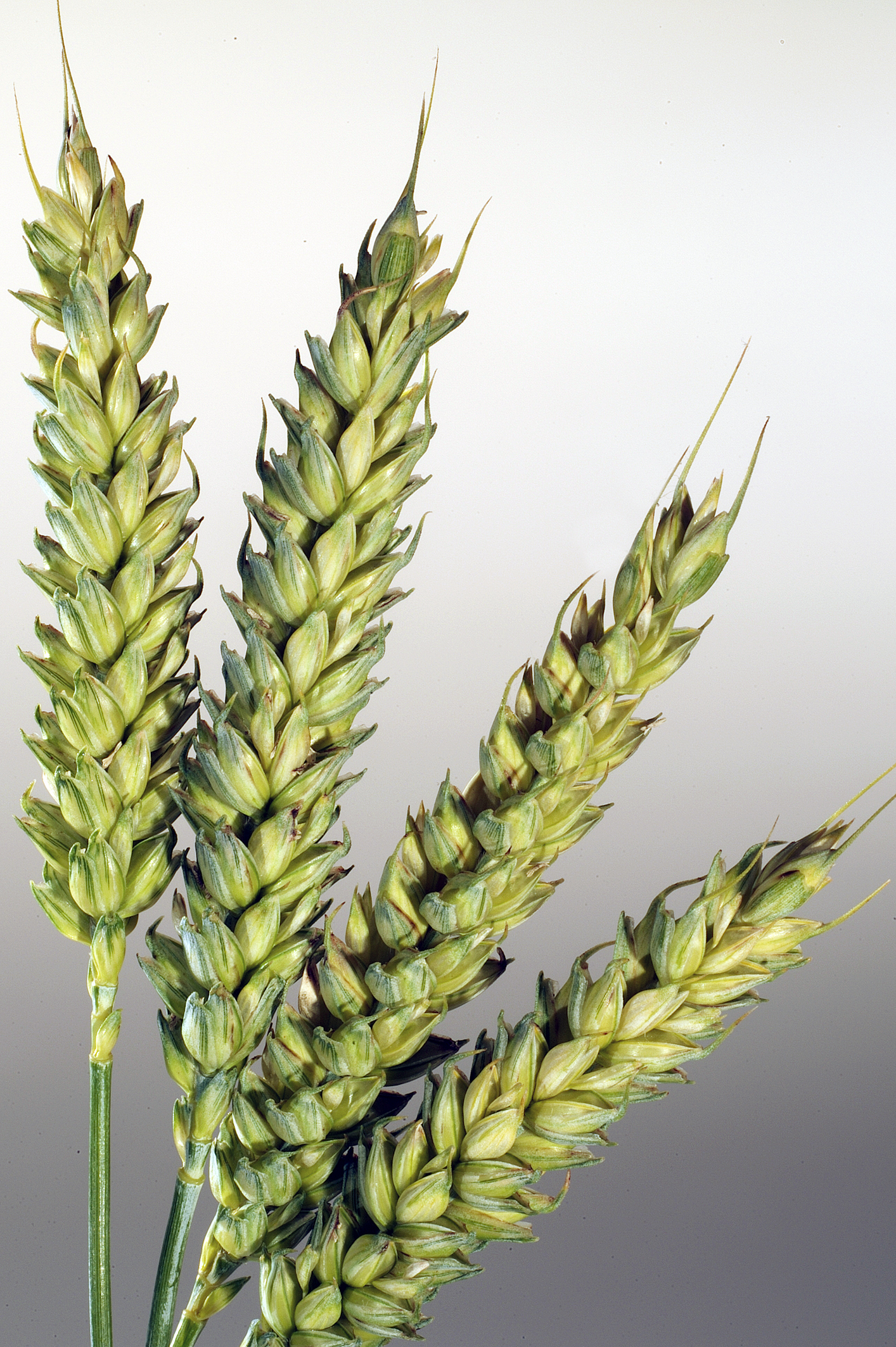
Épis d'épillets (blé tendre).
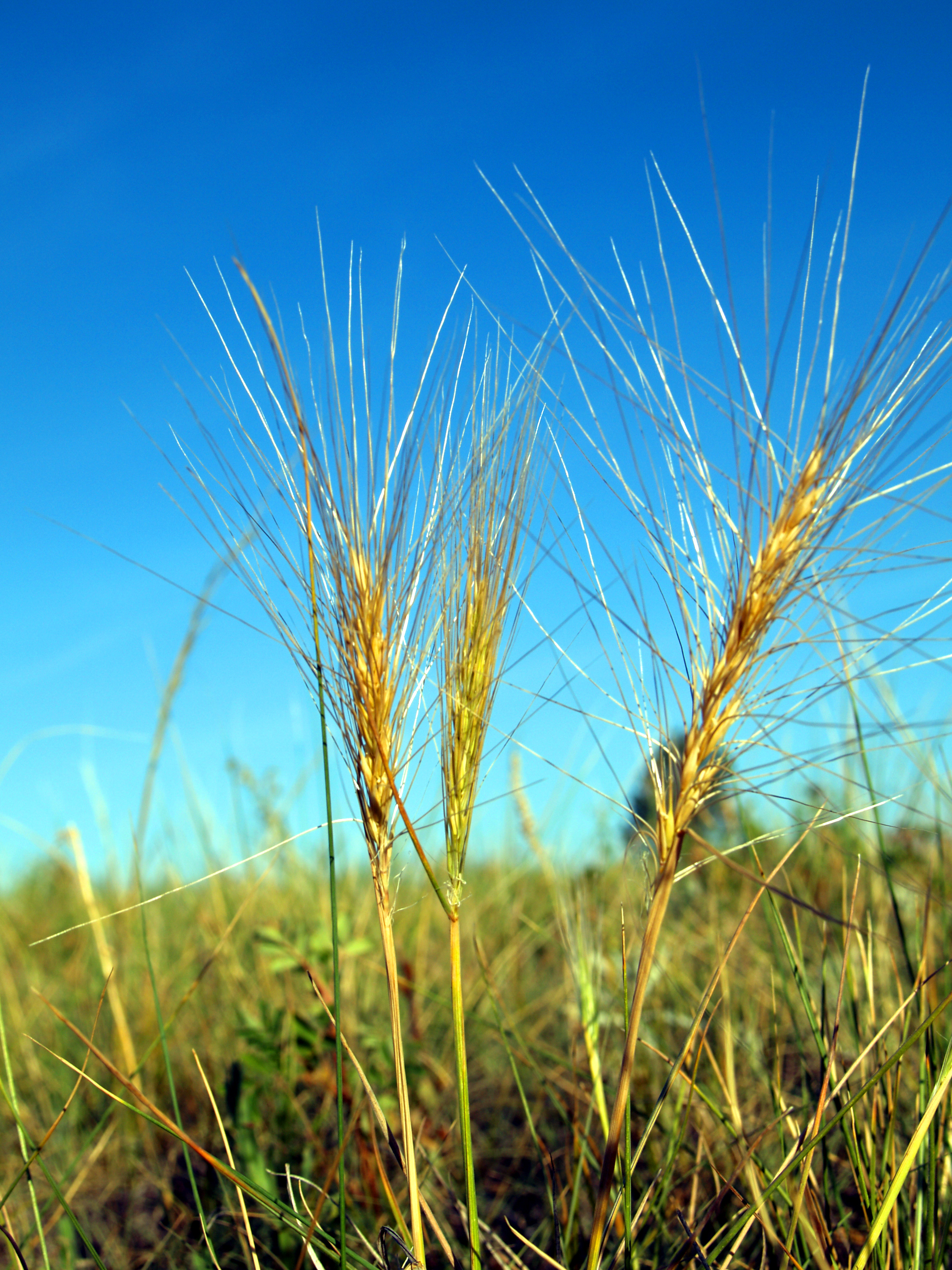
Épis d'épillets (Elymus elymoides).
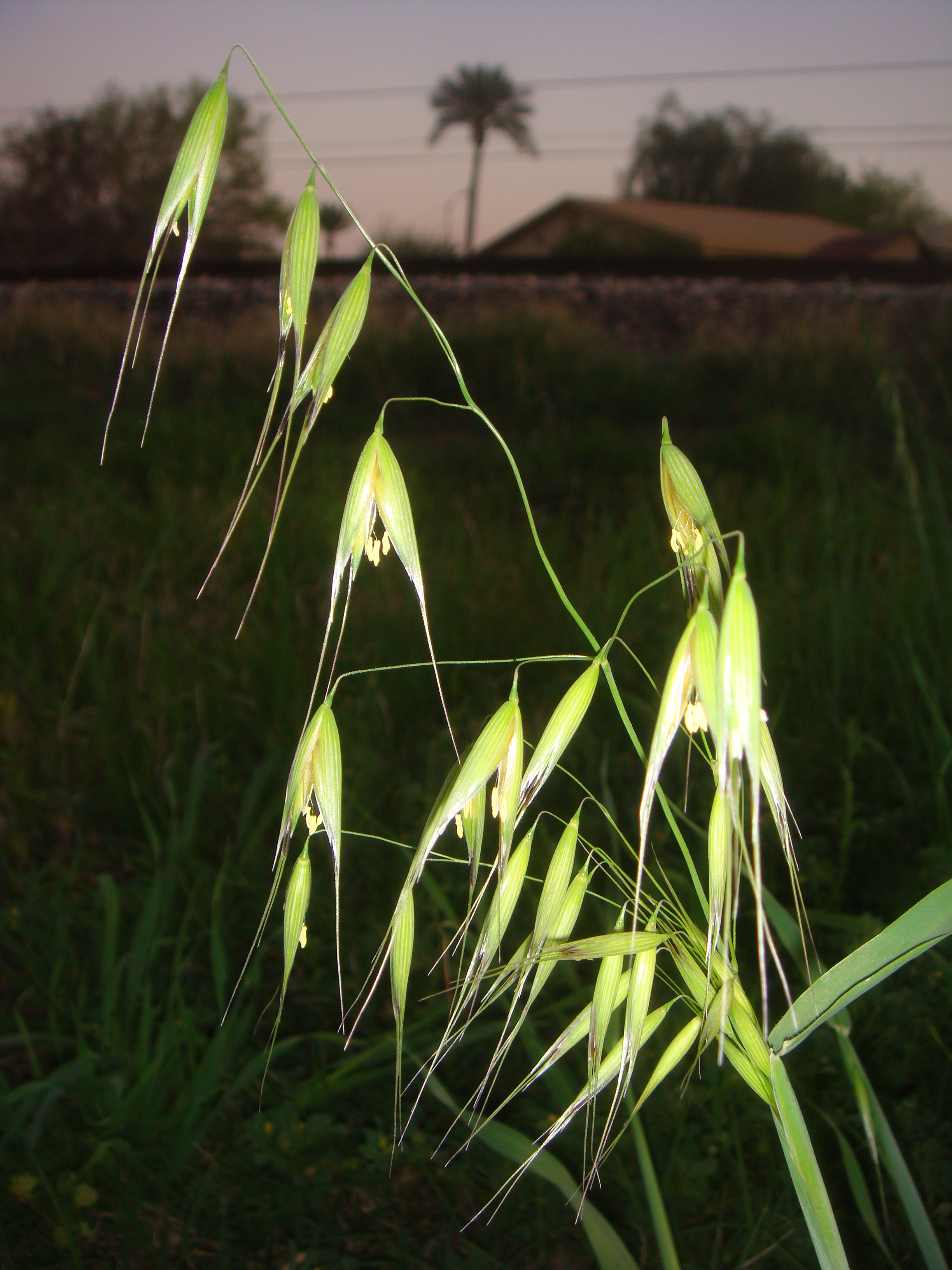
Panicule d'épillets (folle-avoine dont on distingue bien les « spigaous » individués retombants).
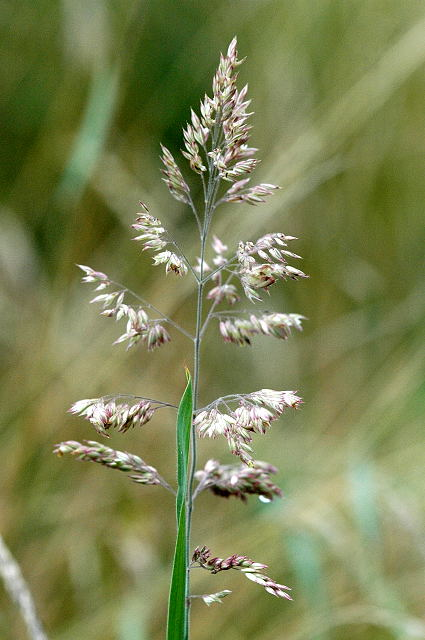
Panicule d'épillets (Poa pratensis).
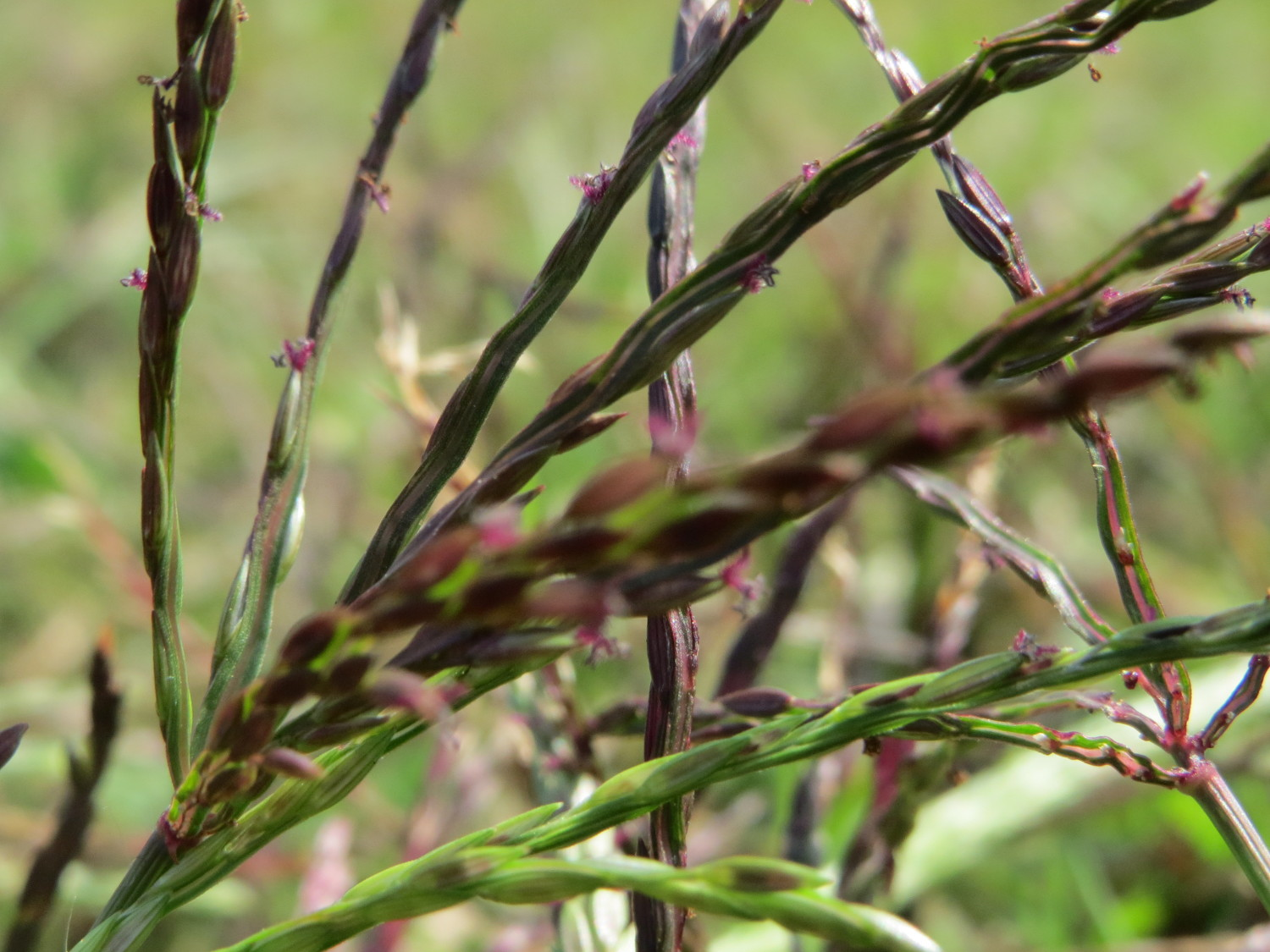
Épis d'épillets groupés en panicules digitées (Digitaria sanguinalis)
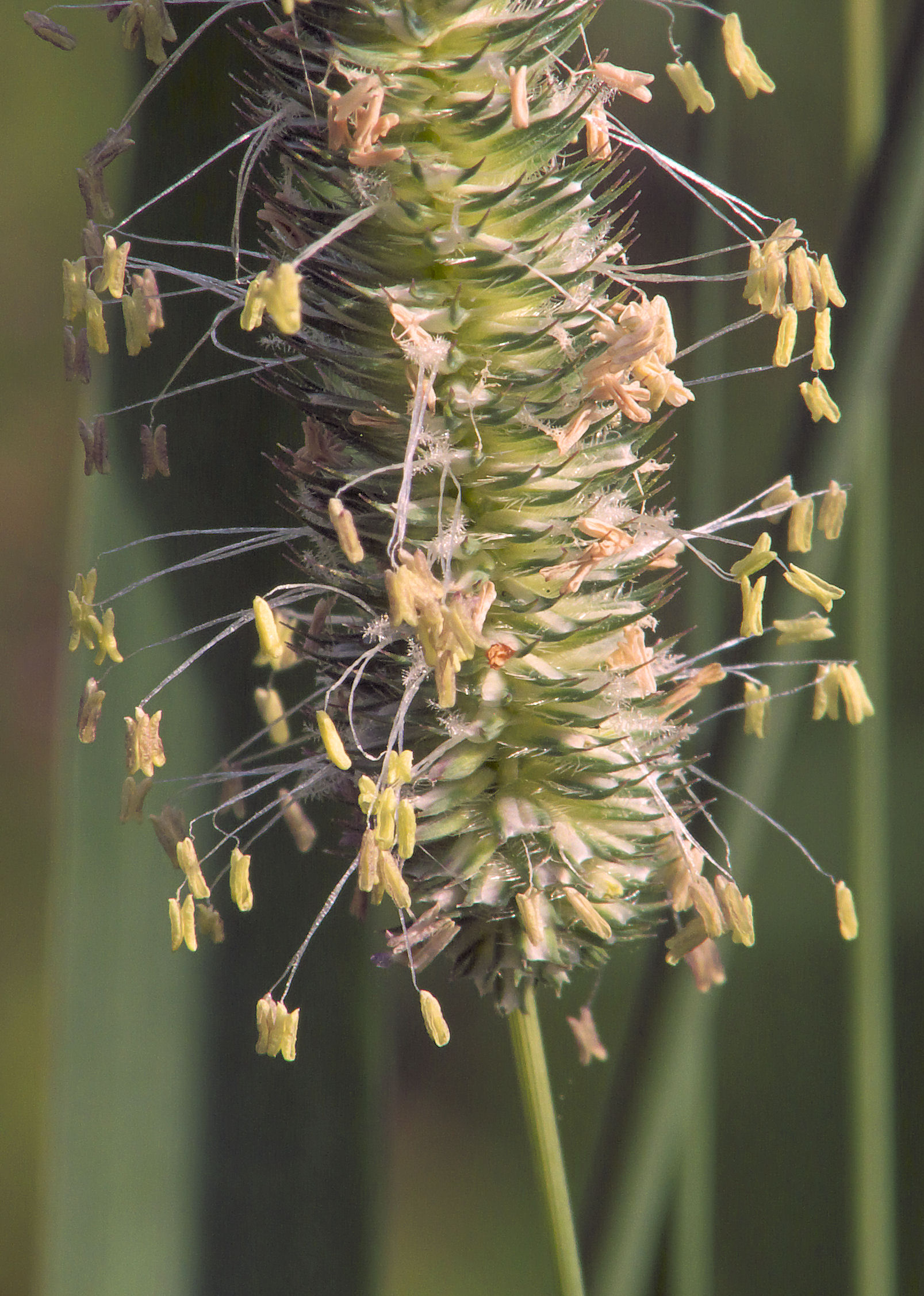
Épillets groupés en panicule spiciforme (Phleum pratense).
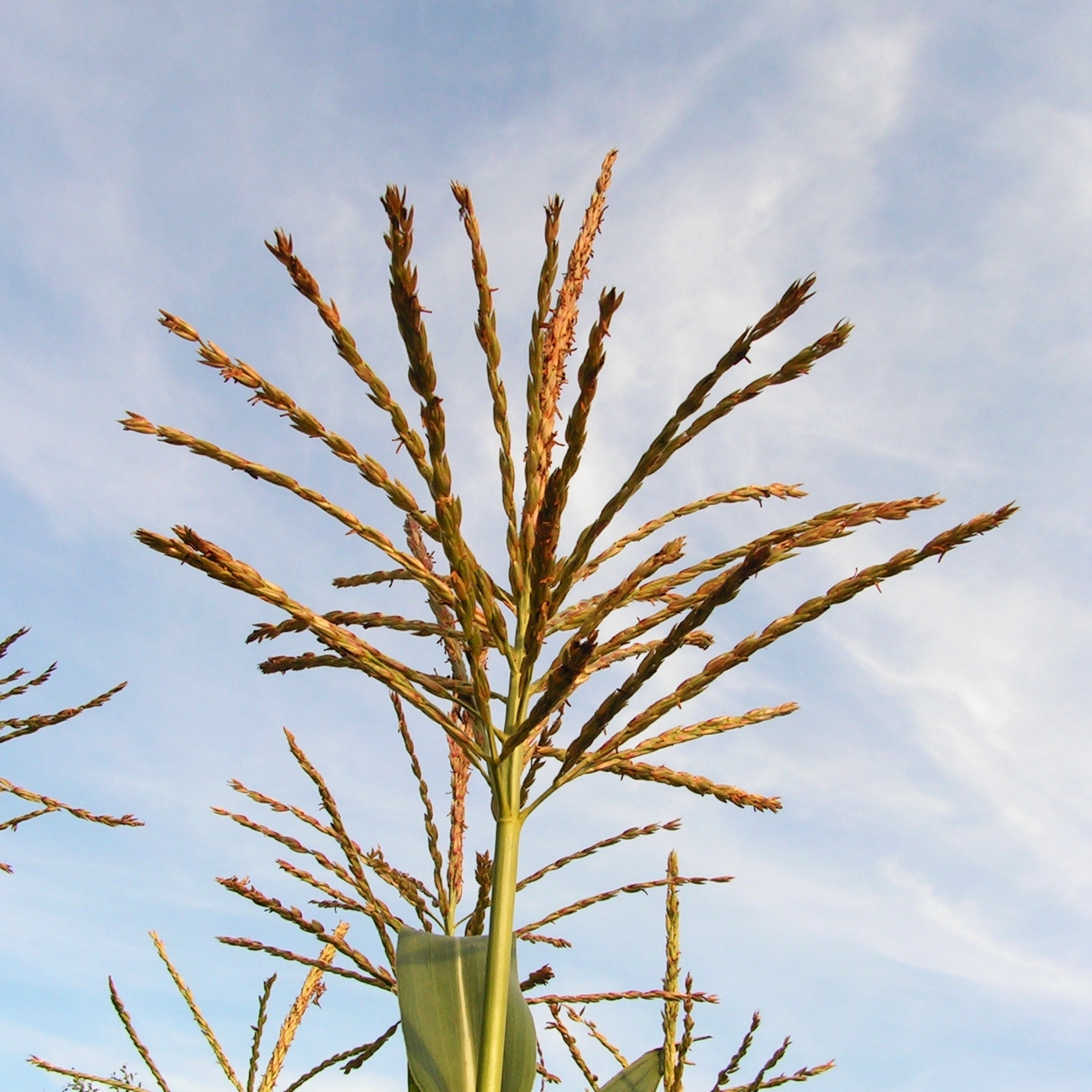
Panicule terminale de maïs, épillets mâles (Zea mays).

Il n'y a normalement aucune feuille à l'intérieur de l'inflorescence. La dernière feuille qui sous-tend l'inflorescence, ou feuille-drapeau, a généralement un limbe de taille réduite par rapport aux autres feuilles, mais la gaine peut être plus développée et envelopper  l'inflorescence en cours de développement. Dans certains cas l'inflorescence adulte peut rester, partiellement ou totalement, enfermée dans la gaine. C'est le cas par exemple chez Microstegium vimineum ou Sporobolus compositus.

### Désarticulation de l'épillet
À maturité, l'épillet se « désarticule », c'est-à-dire qu'il se brise en certains points, pour former ou libérer les propagules, diaspores ou « semences », éléments qui ont vocation à être disséminés dans le milieu environnant pour assurer la multiplication de l'espèce.
Ces propagules peuvent être, selon les genres et espèces : 
- un caryopse nu, sans les glumes et glumelles qui l'enveloppent sur la plante ;
- un fleuron fertile, contenant un caryopse, enveloppé dans ses glumelles (lemme et paléole) ;
- une paire de fleurons restés attachés l'un à l'autre ;
- un épillet réduit, comprenant généralement un seul caryopse avec glumes et glumelles ;
- un épillet « normal », composé de deux ou plusieurs fleurons fertiles (contenant un caryopse) et des glumes enveloppant l'épillet à sa base ;
- un groupe d'épillets, parfois sous-tendu par une gaine foliaire ou un verticille de poils.

Le type de propagule créé dépend des points de désarticulation naturels au sein de l'inflorescence. Ces points peuvent se situer sur le rachillet au-dessus des glumes et entre les fleurons, ou sur le rachis de l'inflorescence en dessous des glumes et entre les épillets, ou encore plus bas sur l'axe de l'inflorescence pour produire des groupes d'épillets.

### Viviparité et prolifération

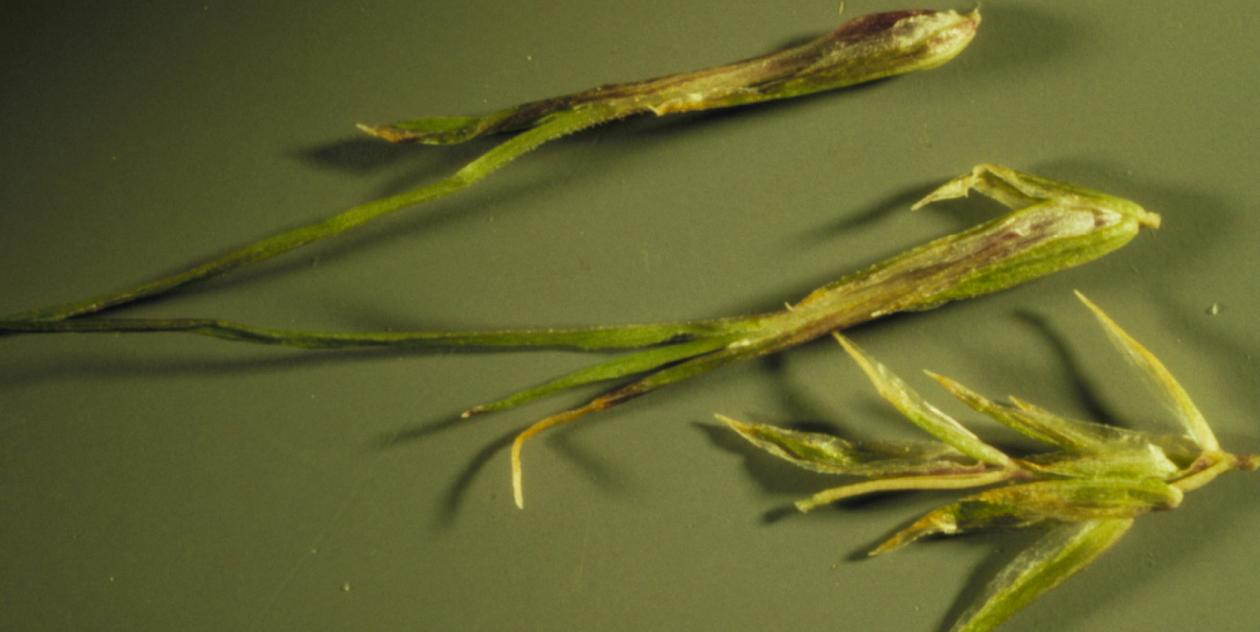
Épillet de pâturin bulbeux transformé en bulbille.

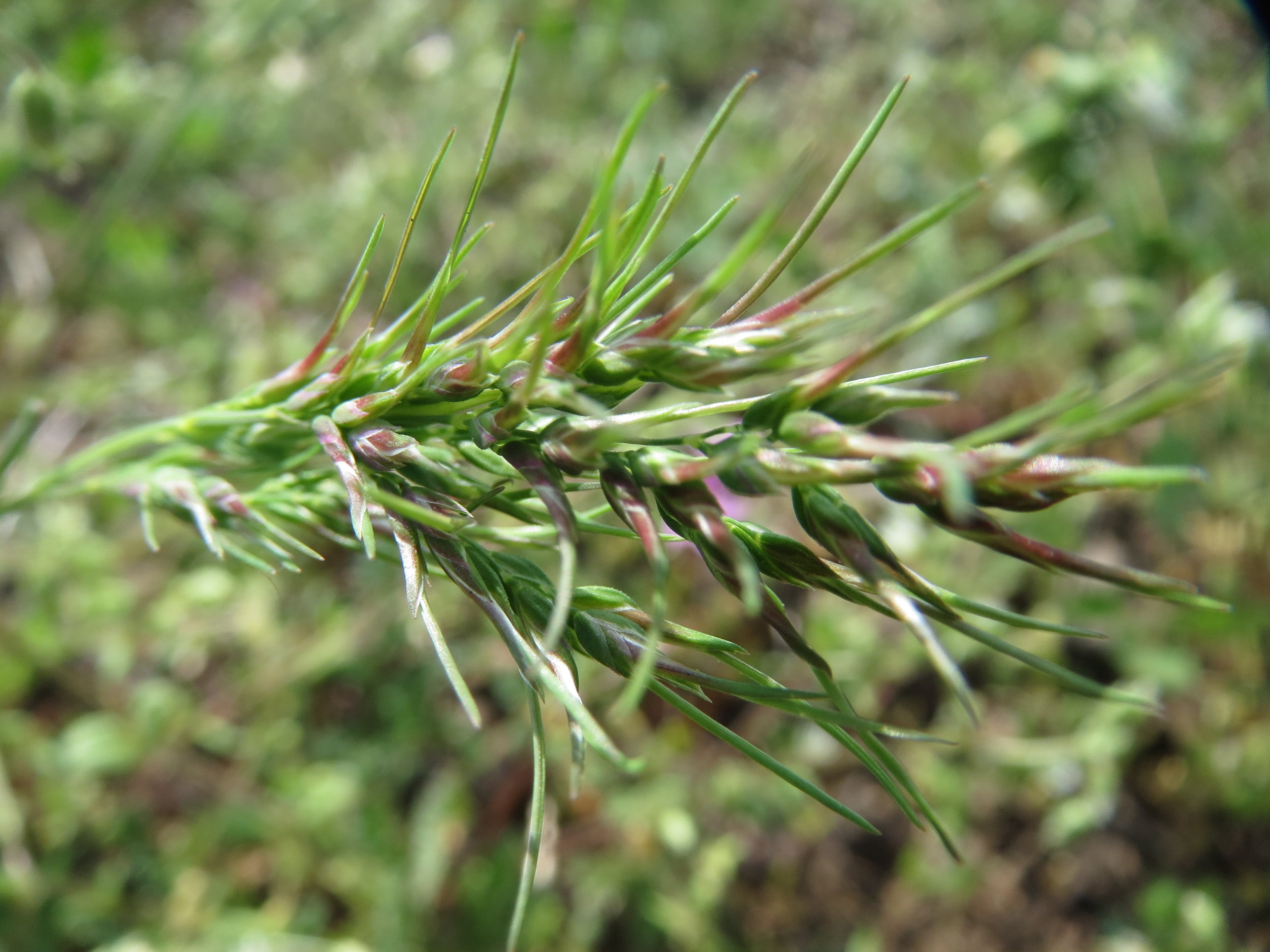
Panicule de Poa bulbosa.

Dans certains cas, l'épillet peut subir des modifications anormales ou tératologiques, qualifiées de « viviparité » ou « prolifération ».
La viviparité se réfère :
- soit au développement de pousses végétatives séparables de la plante-mère, comme dans le cas des bulbilles qui apparaissent systématiquement à la place des fleurons sur les épillets du pâturin vivipare, Poa bulbosa var. vivipara, ou de la fétuque vivipare, Festuca vivipara ;
- soit à la germination des embryons in situ dans les graines encore sur la plante-mère (absence de dormance), comme chez les bambous à fruits charnus du genre Melocalamus[19].

La « prolifération végétative » de l'épillet est définie par certains auteurs comme la « conversion de l'épillet, au-dessus des premières glumes, en une pousse feuillue ».
Ces phénomènes ont été observés sur diverses espèces, soit comme une prolifération éphémère, liée à certaines conditions du milieu ou à des agressions biotiques ou mécaniques, soit comme un phénomène constant, d'origine génétique, comme dans le cas des espèces dites vivipares.

## Cyperaceae(carex)

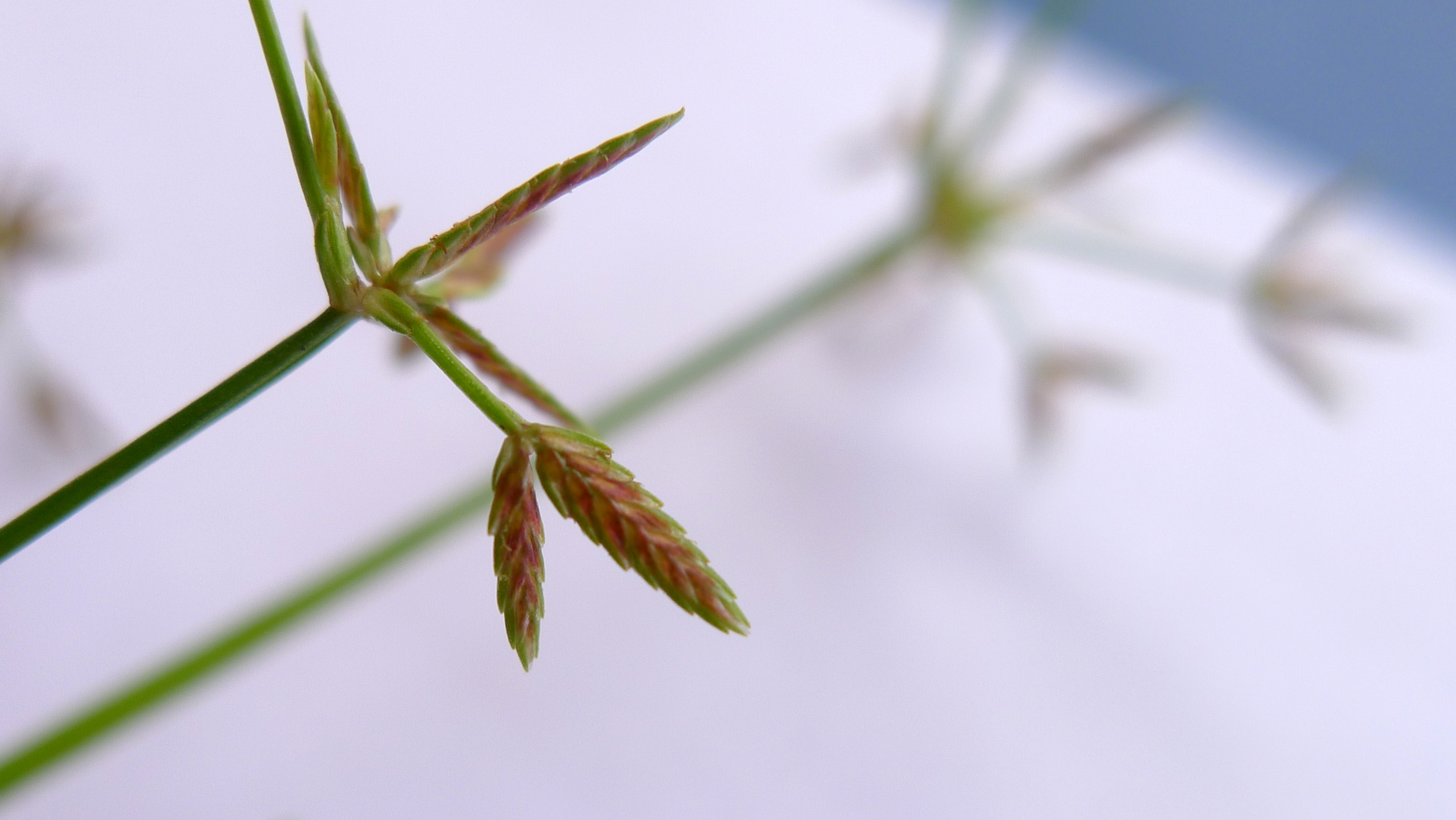
Épillets de Cyperus sp.

Chez les Cyperaceae, comme chez les Poaceae, l'inflorescence élémentaire est généralement un « épillet ». Celui-ci regroupe des fleurs très petites réduites à leurs pièces fertiles (anthères et carpelles), sans périanthe ou avec un périanthe réduit à des poils ou des écailles. Ces fleurs peuvent être bisexuées ou unisexuées (mâles ou femelles). Chaque fleur est sous-tendue et en partie cachée par une bractée en forme d'écaille, appelée « glume ».
L'épillet est indéterminé (c'est-à-dire sans fleur terminale), sauf chez certains genres (Hypolytrum, Lepironia et Mapania) où il se termine par une fleur femelle apparemment terminale. On parle dans ce cas de « pseudo-épillet ». Le nombre de fleurs par épillet est généralement faible, mais peut dépasser la centaine dans le  Carex. Leur disposition sur l'axe de l'épillet  (rachéole) peut être distique, tristique ou spiralée.
Les épillets peuvent être solitaires ou regroupés en inflorescences simples ou composées très variées : épis, capitules, grappes, corymbes, anthèles, panicules.

## Danger de l'épillet

### Mécanisme

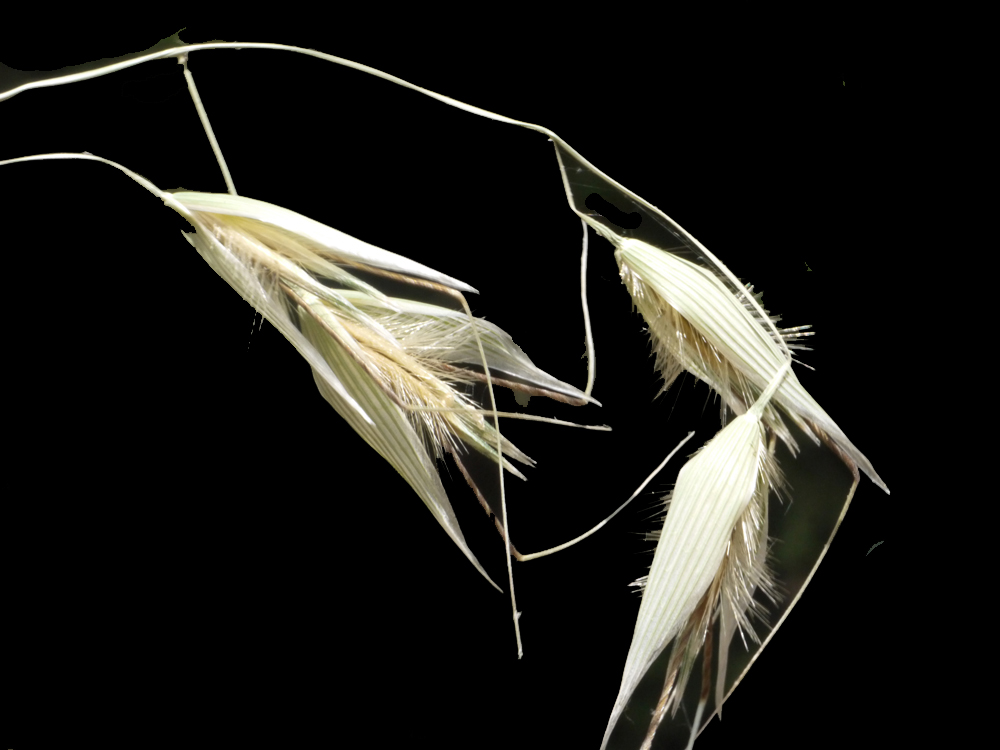
Inflorescence (ou panicule) sèche de Avena sterilis (avoine à grosses graines), proche de l'avoine folle ou folle-avoine (Avena fatua).

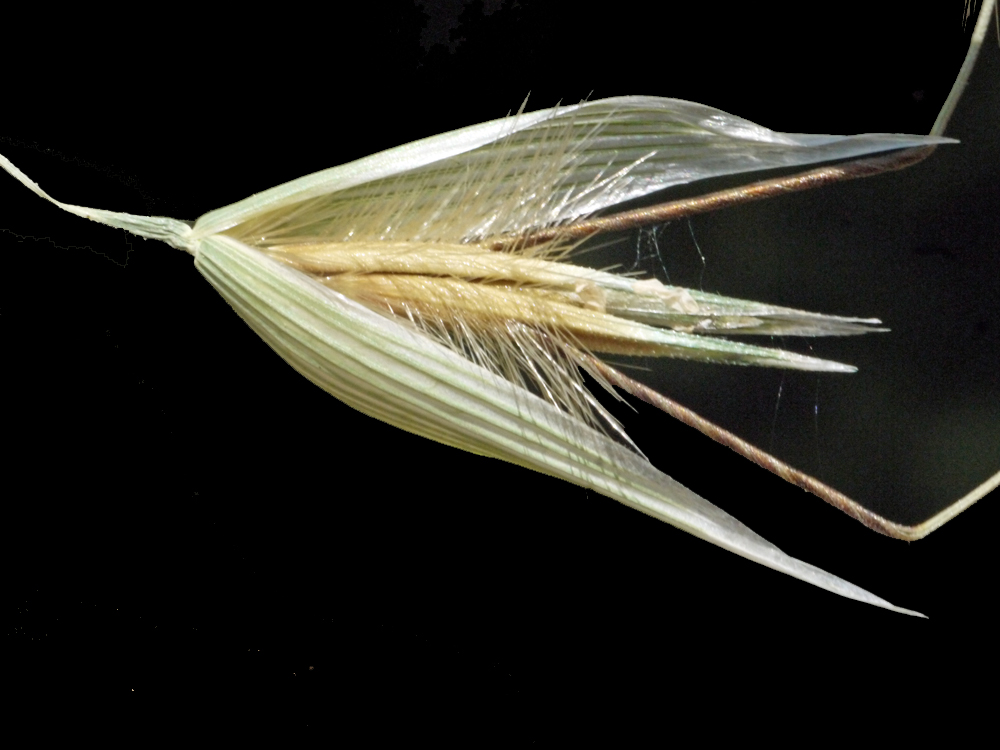
Même plante que la précédente (Avena sterilis), gros plan sur un seul épillet ou espigaou. Protégé par ses deux glumes, on distingue bien ses arêtes et ses barbes “anti-retrait” car orientées vers l'arrière.

Chez certaines espèces de graminées comme l'orge des rats (Hordeum murinum) ou les avoines sauvages (Avena sterilis, Avena fatua), les épillets secs, lorsqu'ils sont arrivés à maturité, présentent un réel danger pour les animaux de compagnie ou domestiques, spécialement les chiens et les chats,,. Ils s'accrochent dans le pelage et peuvent, en raison de leur petite taille, s'introduire dans divers orifices (les oreilles, les narines, les yeux, la vulve, le fourreau pénien, l'anus, etc.), s’incruster dans les espaces interdigitaux (coussinets) et peuvent même perforer la peau. Les épillets peuvent progresser dans le corps du fait de leur forme et de la présence d'arêtes qui s'opposent à tout recul.
Cela est lié à la fonction essentielle et vitale de cet organe reproducteur qu'est l'épillet, laquelle est de disséminer au loin les graines de la plante mère en utilisant comme vecteurs le vent ou bien la fourrure / le plumage des animaux, puis d'enfouir la graine sous terre pour qu'elle germe le moment venu. 
Ce qui explique la présence de glumes, glumelles, arêtes (ou « barbe »), barbillons, poils, cils, lesquels augmentent la portance au vent de l'épillet, ou bien facilitent son accrochage à la fourrure animale. Il existe aussi une pointe dure et effilée, munie de micro-barbillons anti-rétrogrades à la base de l'épillet, pour percer le sol et s'y enterrer. « C’est justement cette tendance à s’enfouir qui [le] rend […] insidieux et dangereux, car une fois qu'il pénètre dans l'une des structures corporelles de l'animal ou crée une perforation de la peau avec sa pointe, l’épillet va toujours de l’avant sans jamais rebrousser chemin. »

### Risque et vigilance
Ce faisant, les épillets peuvent créer diverses lésions, abcès, etc.. Ils peuvent également s'enfoncer tellement loin que même une opération chirurgicale ne pourrait les en sortir, ils forment alors une boule ou un abcès dans une autre partie du corps. Un vétérinaire peut donc avoir plusieurs opérations à faire pour en venir à bout. Il est donc nécessaire d'être très vigilant,, : 
Outre les oreilles, le nez et les yeux, les zones cutanées et sous-cutanées à risque les plus touchées sont « les pattes et l'espace interdigité, mais aussi les zones génitales et périanales ; le pli de l'aine et les aisselles sont également à risque car ces parties du corps sont au contact du sol lorsque l'animal s'assoit ou se couche. Globalement c’est toute la surface du corps qui peut être affectée pour les raisons déjà mentionnées. 
Il est donc conseillé d'inspecter le corps de notre animal en tout point au retour de chaque promenade (il s’agit d’une règle d'or dont nous avions déjà parlé [à propos...] des tiques), notamment dans les zones les plus cachées comme les espaces interdigitaux et surtout chez les chiens [et les chats] au pelage long. Il est très utile de faire en sorte que le pelage de notre animal soit bien peigné et soigné, en éliminant les nœuds ou les zones de poils particulièrement épais qui peuvent devenir de véritables points d’entrée stratégiques pour les épillets ».

### Séquelles
Les séquelles causées par un épillet peuvent être assez graves en l'absence de réaction précoce,. En effet, ils peuvent progresser jusqu'à une grande profondeur en cas de pénétration par — 
- l’œil : blépharospasme, larmoiement abondant, conjonctivite, altération de la cornée jusqu'à l'ulcère cornéen ;
- le nez : crises violentes et continues d'éternuements, saignements, puis rhinite éventuellement purulente ; si l'épillet est inhalé, il peut entraîner des lésions des voies respiratoires (trachée, bronches), voire une inflammation des poumons, un pneumothorax et une insuffisance respiratoire aiguë ; éventuellement une pneumonie purulente localisée initialement dans un lobe pulmonaire[26] ;
- les oreilles : l'animal secoue énergiquement la tête qui penche sur le côté, et gratte fréquemment son oreille ; puis l'inflammation du conduit auditif se transforme en otite, puis il y a un risque de perforation du tympan, d'infection de l'oreille moyenne, d'othématome ;
- les voies génitales : risque d'ulcération, ou, chez la femelle, de vaginite ;
- la peau : l'alerte consiste en un léchage récurrent de la zone d'entrée de l'épillet, et la présence d'un petit trou d'entrée ; puis la « zone affectée (une patte, par exemple) pourra sembler gonflée de manière diffuse, chaude, douloureuse en raison de la présence d'une infection/inflammation, ce qui rendra [l'animal] fort réticent à ce qu’on le touche. Souvent, il est possible de constater la présence d'un ou plusieurs petits trous d'où suinte un liquide rouge jaunâtre »[26] ; et l'animal boite[24] ; puis, non détecté, l'épillet introduit « voyage » sous la peau causant abcès, fistule, et en cas (rare) de pénétration dans un vaisseau sanguin : phlébite[28].

En présence du moindre de ces symptômes, la consultation rapide du vétérinaire est indispensable,,. Et, sauf si l'épillet est presque entièrement visible et n'a pas déjà commencé sa progression interne (ou à peine), il vaut mieux éviter de l'enlever soi-même : pas d'automédication,, car le risque est de « casser les filaments au cours de l'extraction or, s'ils restent à l'intérieur, ils pourraient encore provoquer une infection et le problème ne serait pas résolu ».

Zoom sur l’orge des rats (Hordeum murinum), grand fournisseur d'épillets très communs dangereux pour les animaux domestiques
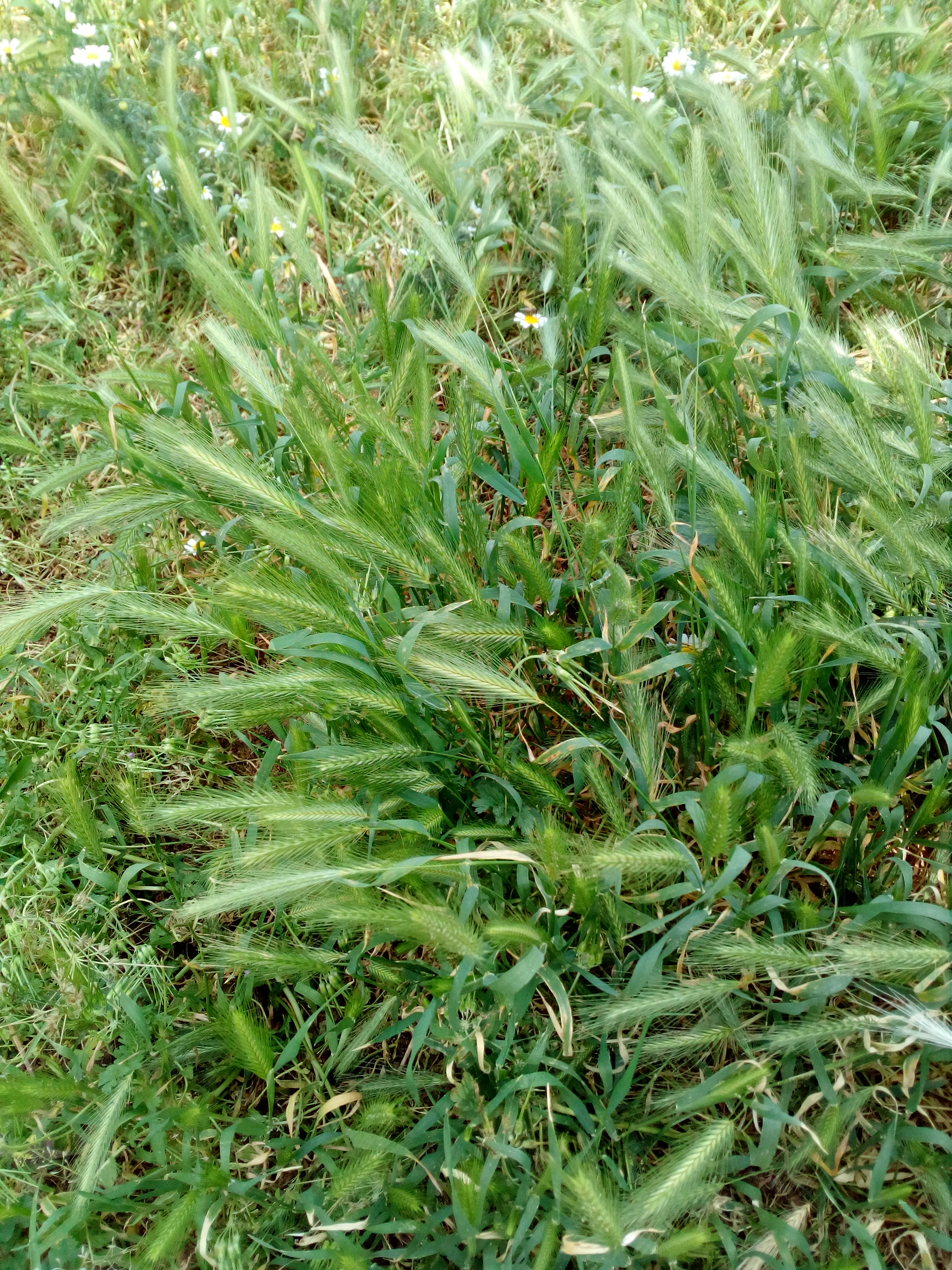
Une touffe d'Hordeum murinum jeune et verte.
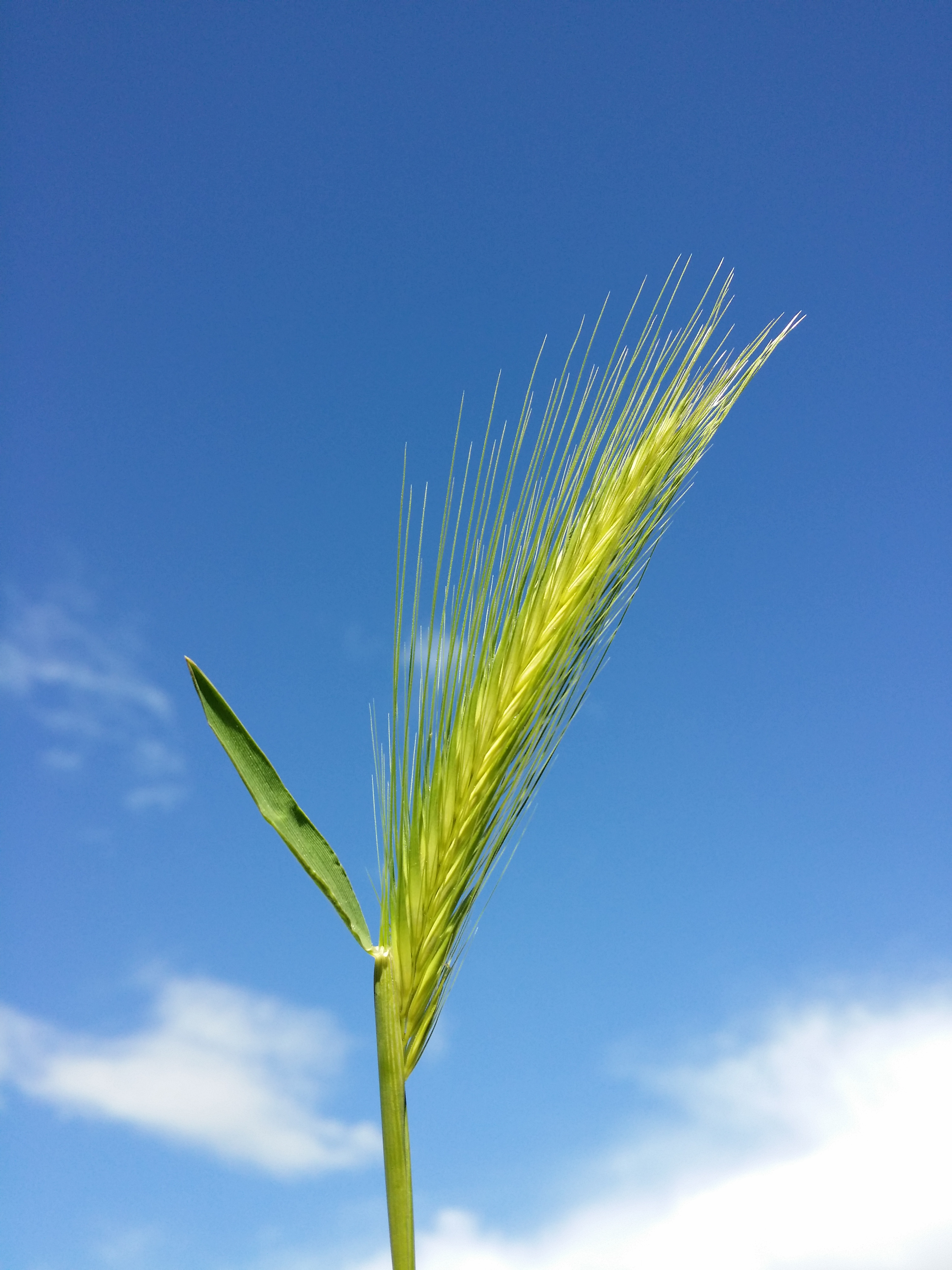
Épi d'Hordeum murinum isolé.
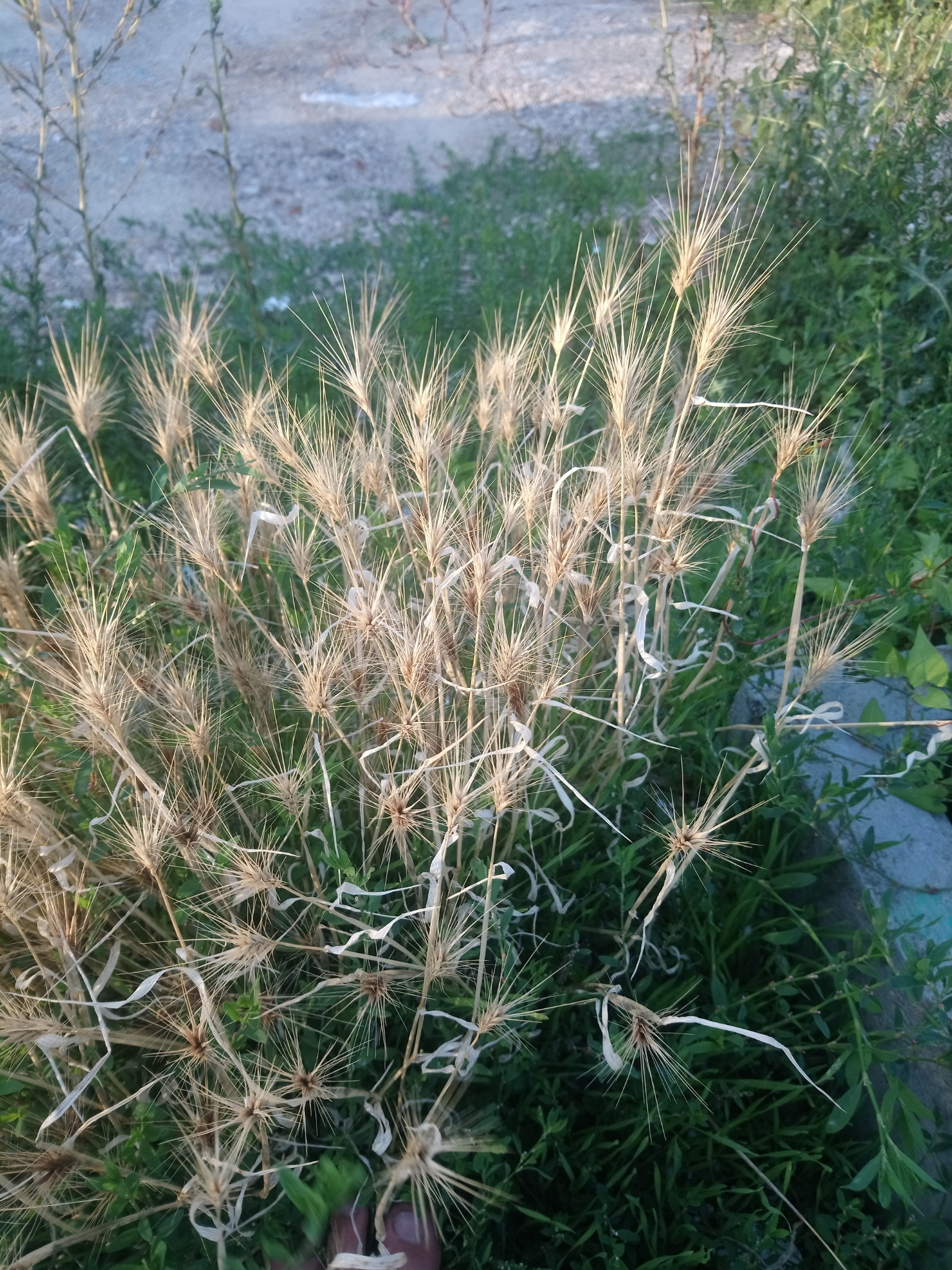
Une touffe d'Hordeum murinum sèche, dont les épis sont près d'être désarticulés libérant les épillets.
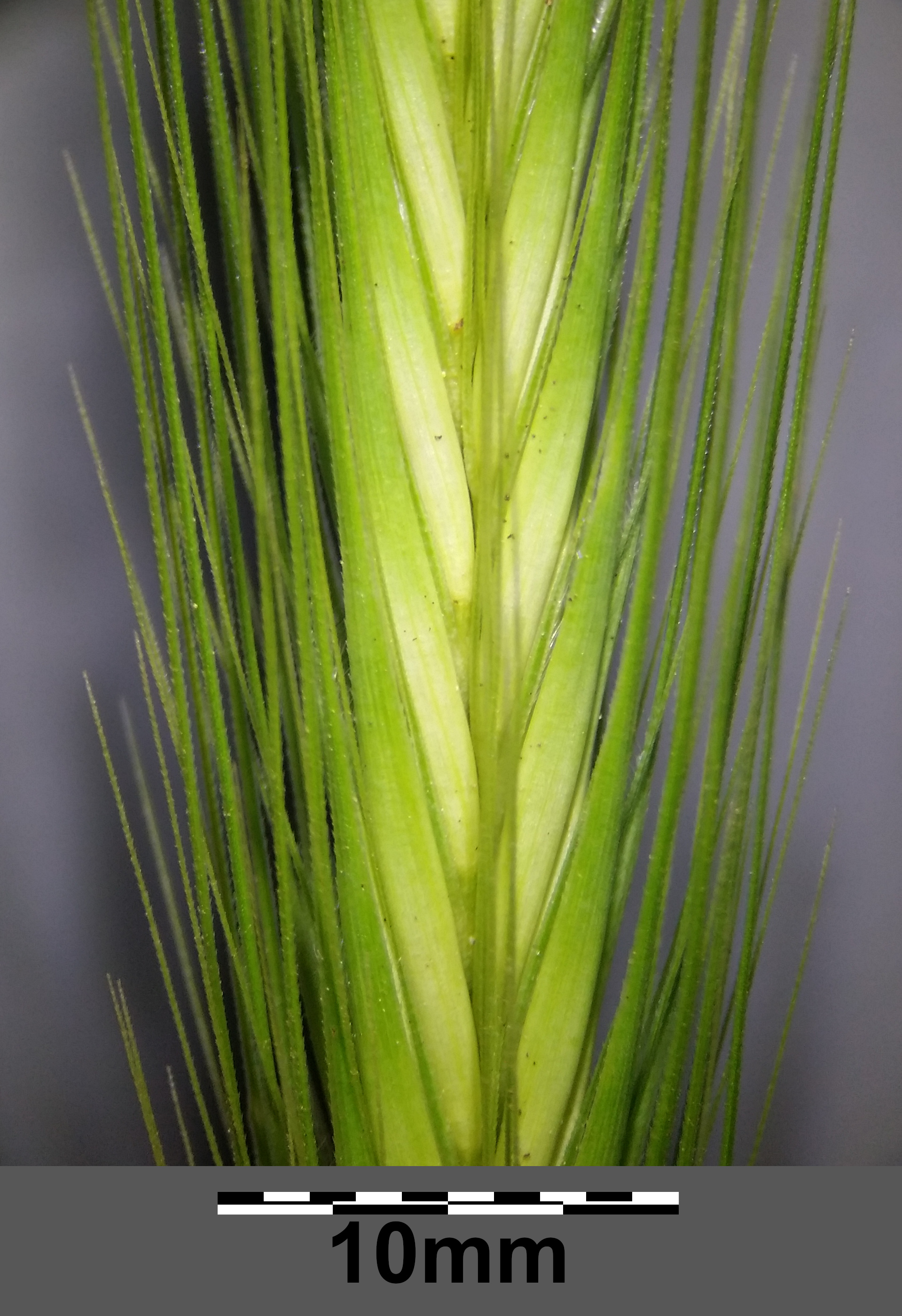
Gros-plan sur un épi d'Hordeum murinum montrant comment chaque épillet s'insère dans l'épi.
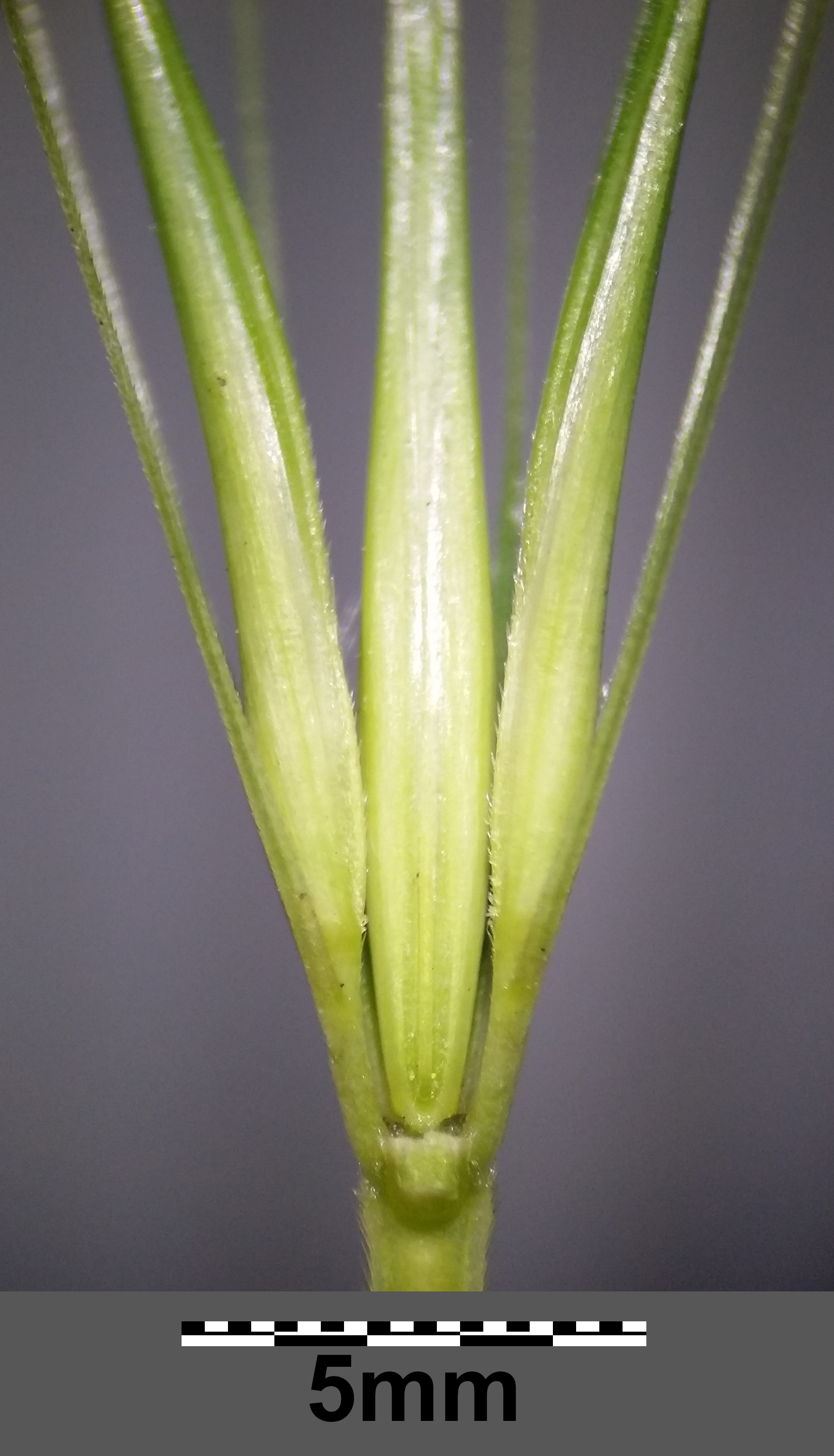
Triade d'épillets dont un fertile entouré de deux stériles.

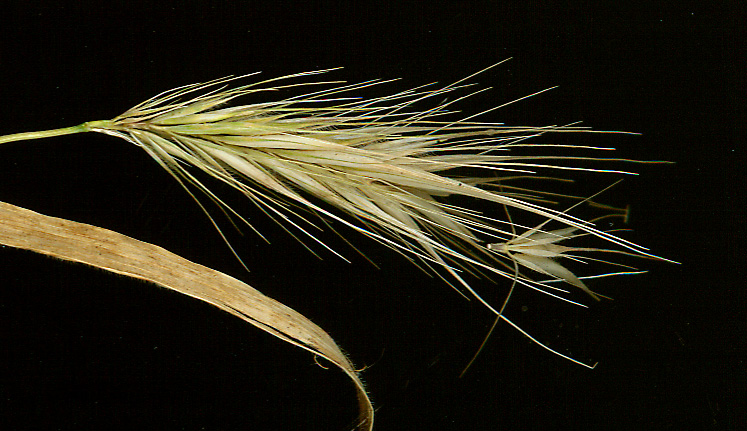
Épi sec isolé. On y distingue la désarticulation d'une petite triade d'épillets à droite.
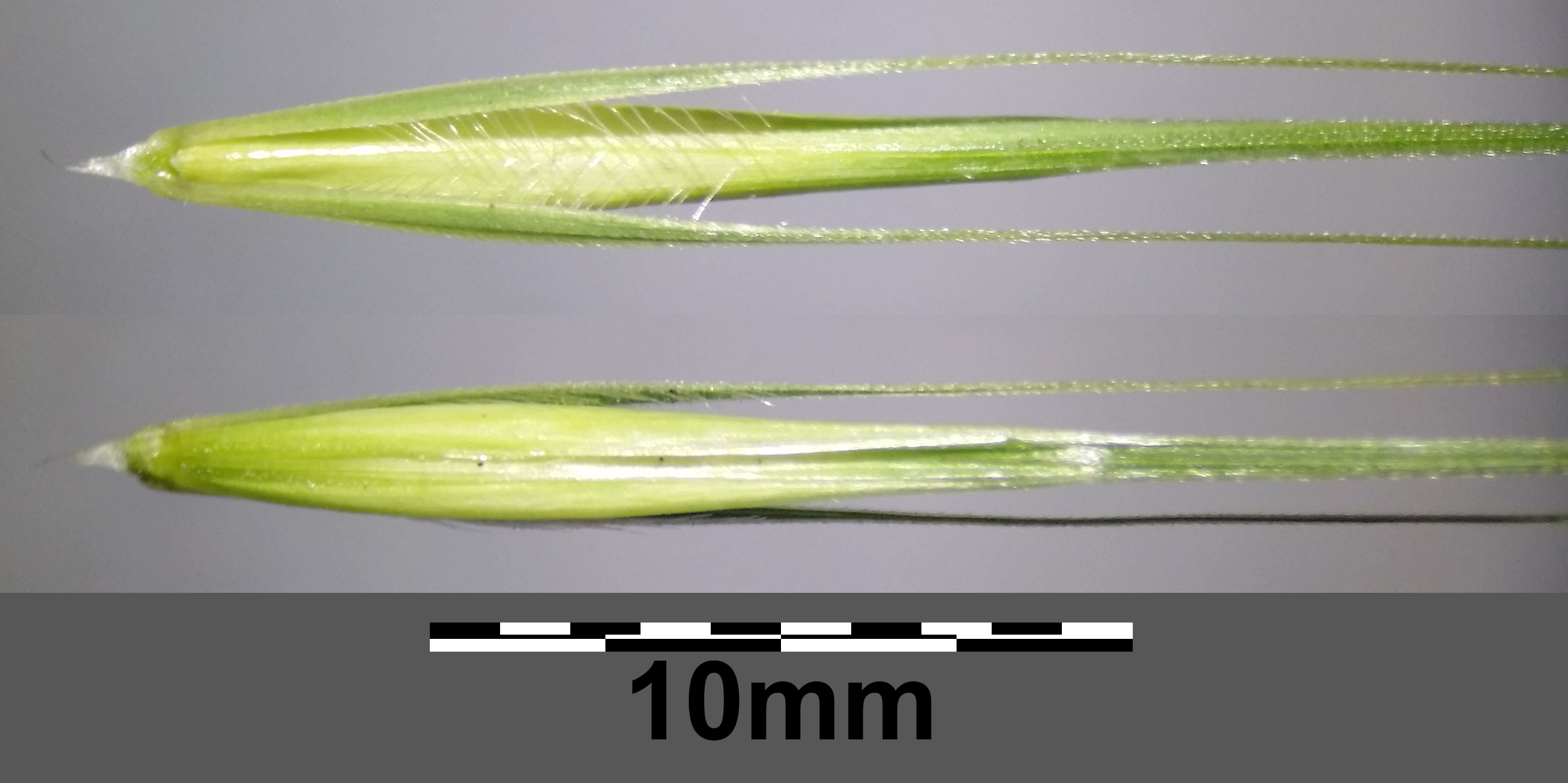
Épillet central fertile d’Hordeum murinum avec ses glumes ciliées bien visibles.
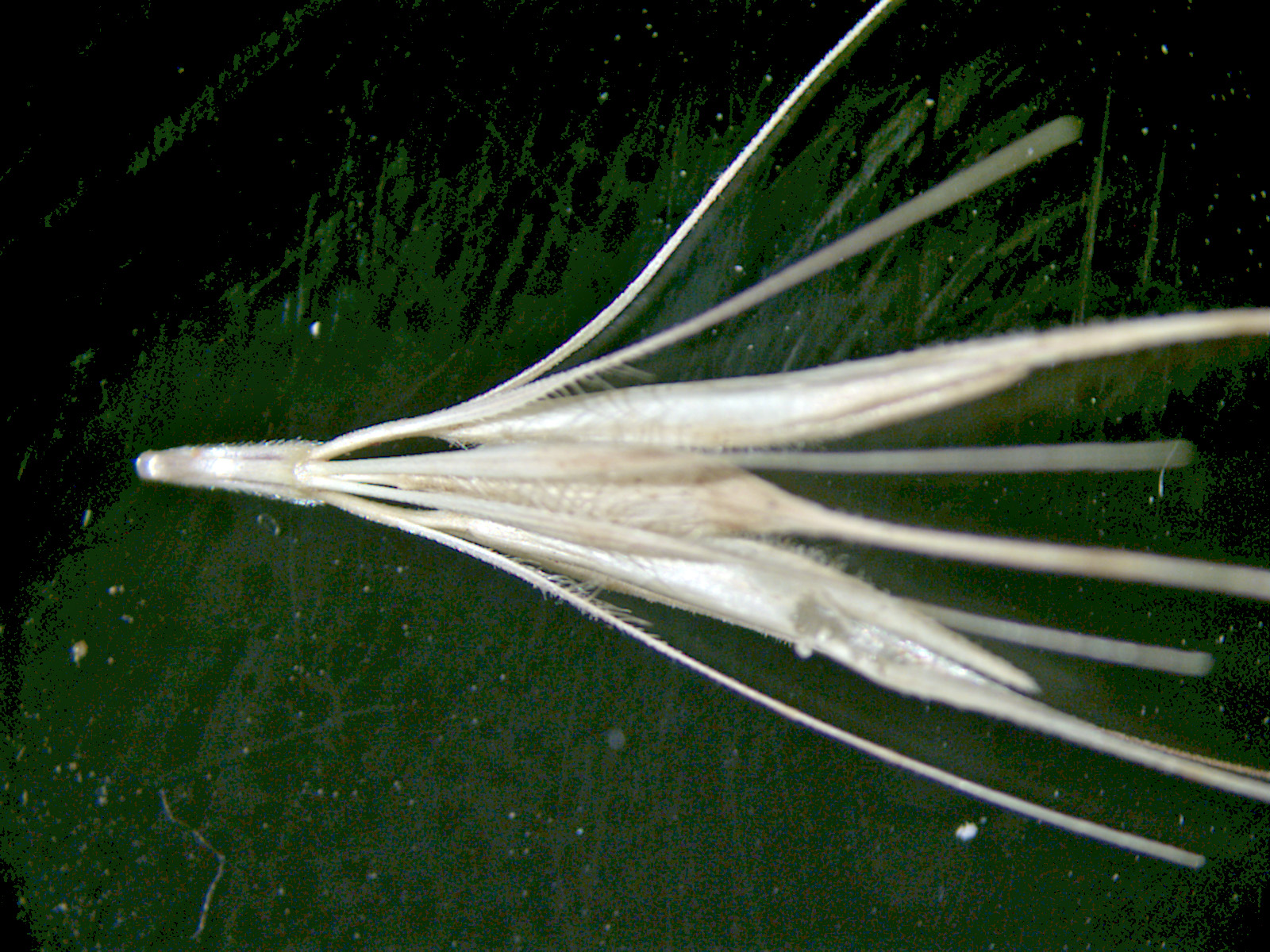
Triade d'épillets sèche détachée ou « désarticulée » d'Hordeum murinum.
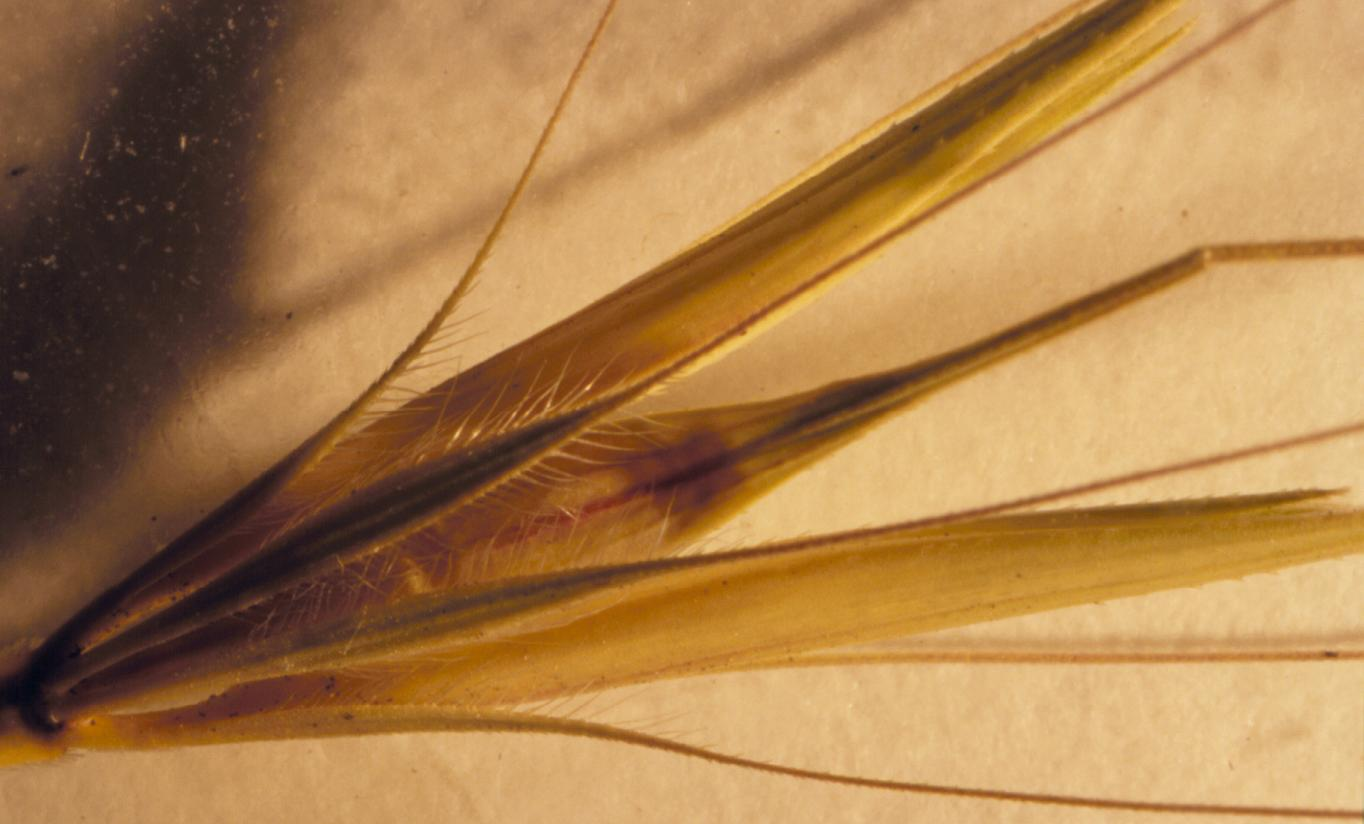
Triade d'épillets détachée d’Hordeum leporinum (sous-espèce d’Hordeum murinum), avec ses glumes ciliées.
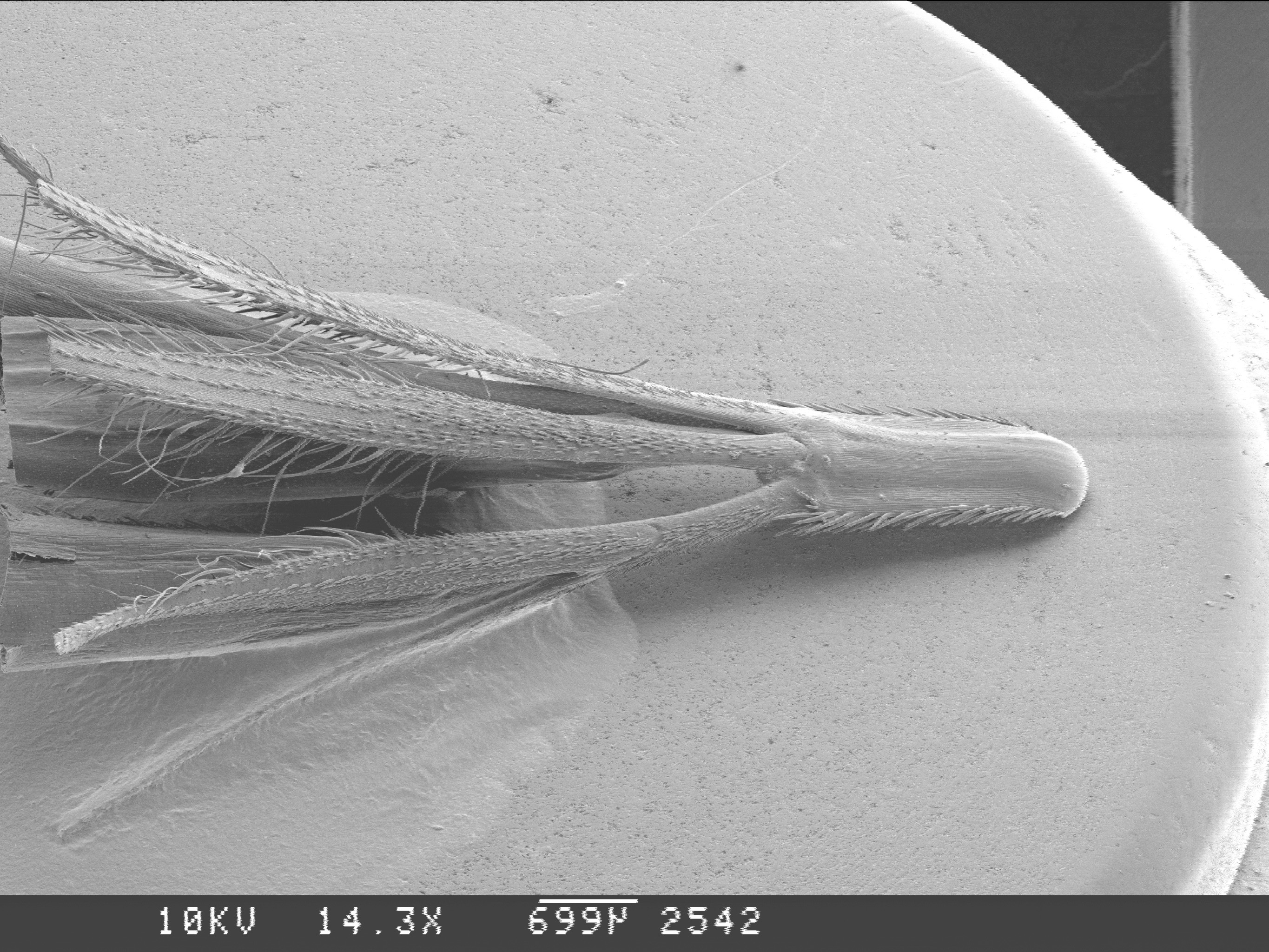
Un épillet ou “espigaou” d'Hordeum murinum en microphotographie : on distingue les barbillons qui interdisent toute rétrogression ou retour en arrière.
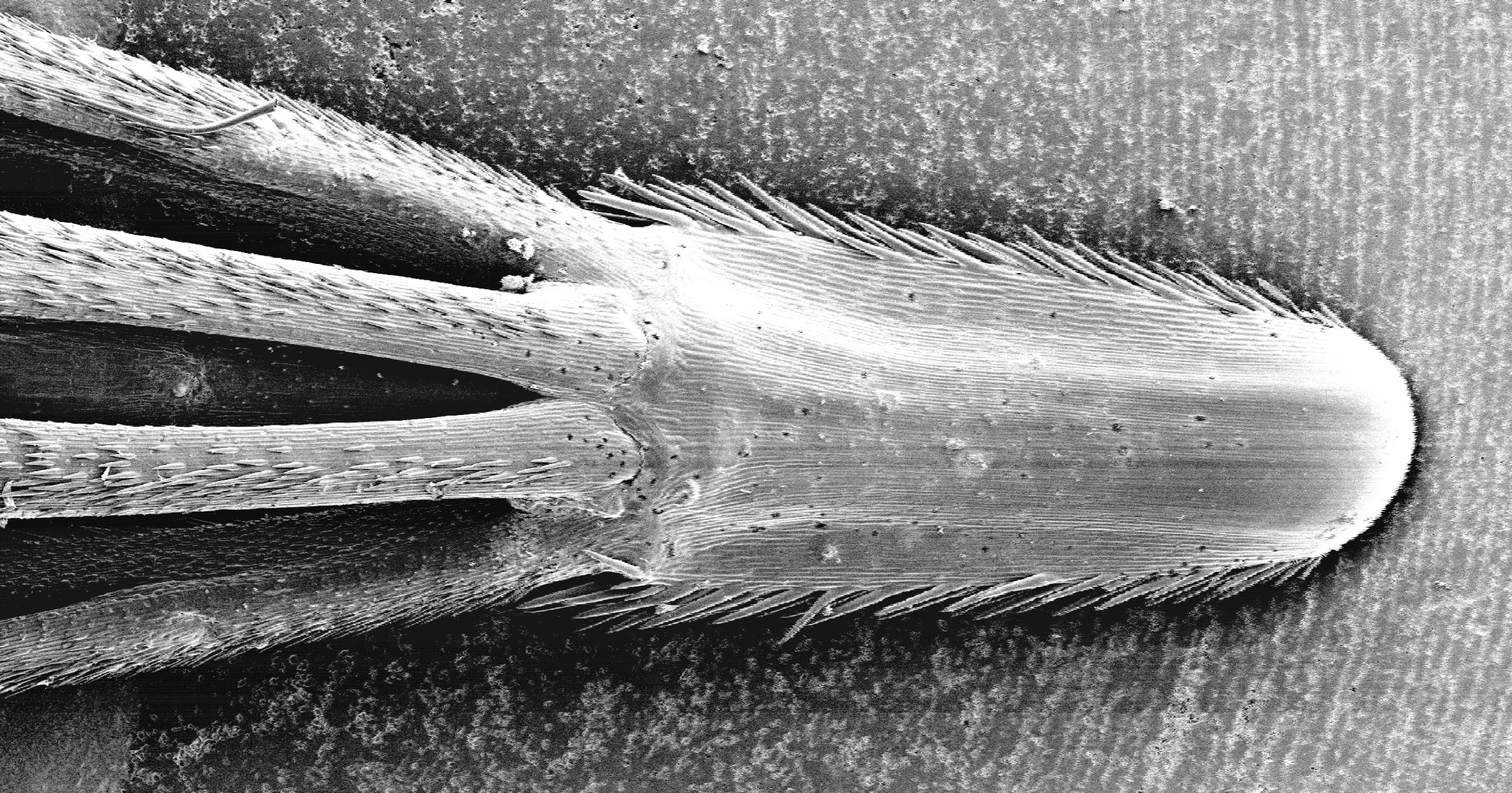
Gros-plan (microphotographie) sur la pointe dure de l'épillet avec ses barbillons. C'est elle qui pénètre la terre ou la peau de l'animal, et ses “soies” rétro-orientées l'aident à s'enfouir.
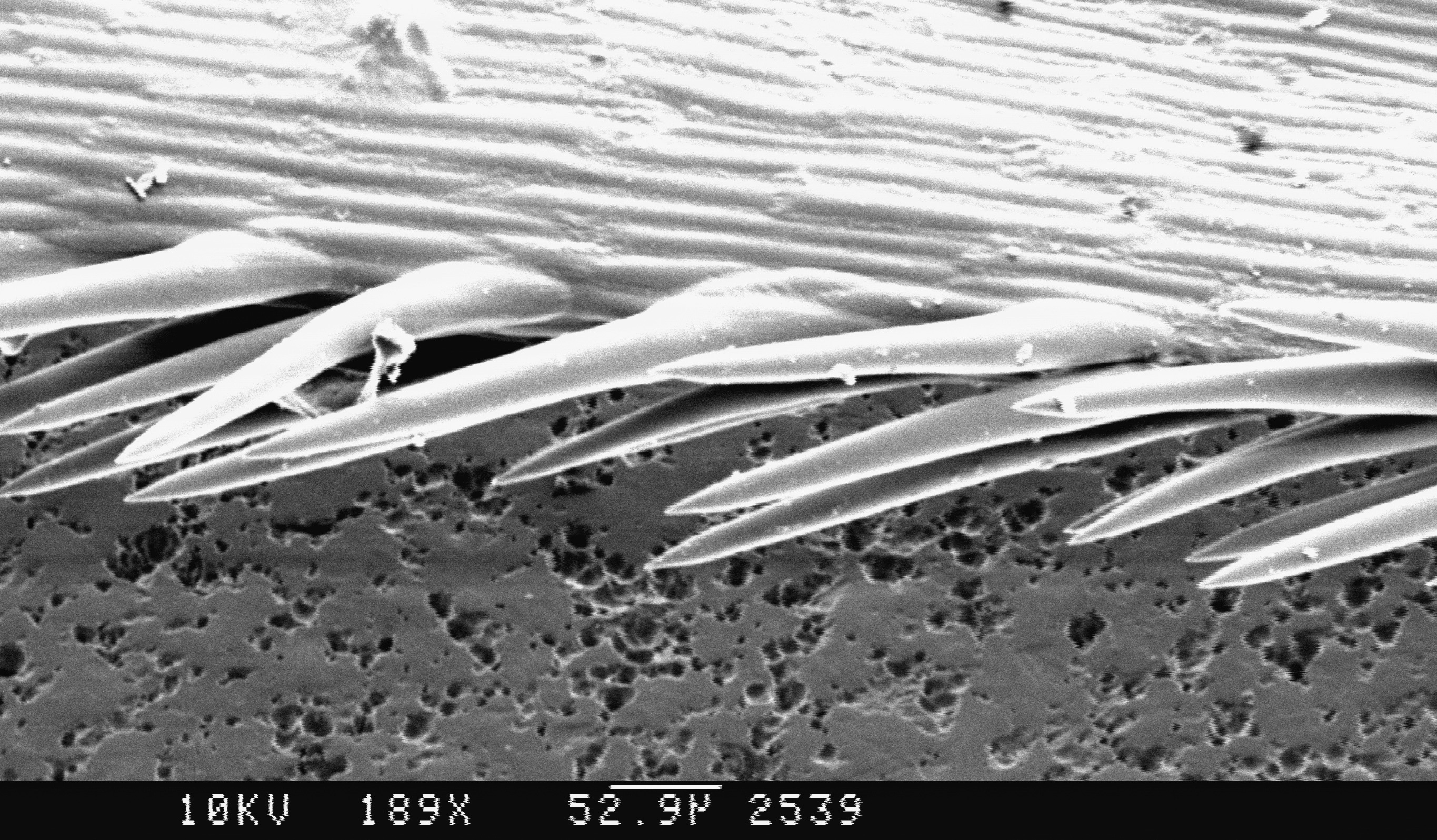
Photomicrographie électronique à balayage de la pointe de l'épillet où l'on voit les micro-barbillons anti-rétrogrades expliquant la possibilité de circulation intracorporelle profonde de l'épillet avec ses dangers pour la santé.